# Elezioni comunali in Sicilia del 1997
Le elezioni comunali in Sicilia del 1997 si tennero il 30 novembre (con ballottaggio il 14 dicembre). 

## Provincia regionale di Palermo

### Palermo
|                                    | Leoluca Orlando ✔️ Sindaco | 207 448 | 58,57 | La Rete                            | 59 554  | 19,59 | 12 |  |  |
| Partito Democratico della Sinistra | Leoluca Orlando ✔️ Sindaco | 207 448 | 58,57 | 32 330                             | 10,63   | 7     |    |  |  |
| Partito Popolare Italiano          | Leoluca Orlando ✔️ Sindaco | 207 448 | 58,57 | 18 337                             | 6,03    | 4     |    |  |  |
| Rinnovamento Italiano              | Leoluca Orlando ✔️ Sindaco | 207 448 | 58,57 | 12 408                             | 4,08    | 2     |    |  |  |
| Unione Democratica Federale        | Leoluca Orlando ✔️ Sindaco | 207 448 | 58,57 | 11 613                             | 3,82    | 2     |    |  |  |
| Rifondazione Comunista             | Leoluca Orlando ✔️ Sindaco | 207 448 | 58,57 | 9 379                              | 3,08    | 2     |    |  |  |
| Federazione dei Verdi              | Leoluca Orlando ✔️ Sindaco | 207 448 | 58,57 | 7 664                              | 2,52    | 1     |    |  |  |
| Sicilia,Siciliani                  | Leoluca Orlando ✔️ Sindaco | 207 448 | 58,57 | 1 561                              | 0,51    | –     |    |  |  |
|                                    | Giovanni Miccichè          | 124 670 | 35,20 | Forza Italia                       | 42 959  | 14,13 | 7  |  |  |
| Alleanza Nazionale                 | Giovanni Miccichè          | 124 670 | 35,20 | 28 758                             | 9,46    | 5     |    |  |  |
| Cristiani Democratici Uniti        | Giovanni Miccichè          | 124 670 | 35,20 | 27 522                             | 9,05    | 4     |    |  |  |
| Centro Cristiano Democratico       | Giovanni Miccichè          | 124 670 | 35,20 | 21 314                             | 7,01    | 3     |    |  |  |
| Partito Socialista                 | Giovanni Miccichè          | 124 670 | 35,20 | 4 257                              | 1,40    | –     |    |  |  |
| Progetto per le Libertà            | Giovanni Miccichè          | 124 670 | 35,20 | 2 079                              | 0,68    | –     |    |  |  |
|                                    | Pietro Di Marco            | 8 835   | 2,49  | Cattolici Liberali                 | 12 298  | 4,04  | 1  |  |  |
|                                    | Filippo Giuseppe Cucina    | 4 869   | 1,37  | L'Aquilone per Palermo             | 4 291   | 1,41  | –  |  |  |
|                                    | Raffaele Sabato            | 2 305   | 0,65  | Sindaco Isidoro                    | 1 559   | 0,51  | –  |  |  |
|                                    | Matteo Scognamiglio        | 1 879   | 0,53  | Partito Siciliano d'Azione         | 2 299   | 0,76  | –  |  |  |
|                                    | Antonino Macaluso          | 1 720   | 0,49  | Movimento Sociale Fiamma Tricolore | 1 653   | 0,54  | –  |  |  |
|                                    | Antonio Di Ianni           | 1 344   | 0,38  | Palermo Capitale                   | 1 345   | 0,44  | –  |  |  |
|                                    | Salvatore Di Filippo       | 634     | 0,18  | Fascismo e Libertà                 | 449     | 0,15  | –  |  |  |
|                                    | Giovanni Profeta           | 462     | 0,13  | Italia Unita                       | 404     | 0,13  | –  |  |  |
| Totale                             | Totale                     | 354 166 | 100   |                                    | 304 033 | 100   | 50 |  |  |
|                                    |                            |         |       |                                    |         |       |    |  |  |
| Fonte: Ministero dell'interno      |                            |         |       |                                    |         |       |    |  |  |

### Carini
|                               | Salvatore Monterosso ✔️ Sindaco | 6 563  | 55,16 | Forza Italia              | 3 133  | 27,96 | 6  |  |  |
| Alleanza Nazionale            | Salvatore Monterosso ✔️ Sindaco | 6 563  | 55,16 | 1 477                     | 13,18  | 3     |    |  |  |
| Cristiani Democratici Uniti   | Salvatore Monterosso ✔️ Sindaco | 6 563  | 55,16 | 1 449                     | 12,93  | 2     |    |  |  |
| Centro Cristiano Democratico  | Salvatore Monterosso ✔️ Sindaco | 6 563  | 55,16 | 705                       | 6,29   | 1     |    |  |  |
|                               | Antonino Mannino                | 4 760  | 40,01 | Partito Popolare Italiano | 981    | 8,75  | 2  |  |  |
| Rifondazione Comunista        | Antonino Mannino                | 4 760  | 40,01 | 604                       | 5,39   | 1     |    |  |  |
| Socialisti Italiani           | Antonino Mannino                | 4 760  | 40,01 | 551                       | 4,92   | 1     |    |  |  |
| Lista Civica                  | Antonino Mannino                | 4 760  | 40,01 | 493                       | 4,40   | 1     |    |  |  |
|                               | Fulvio Glaviano                 | 575    | 4,83  | Lista di centro-sinistra  | 1 814  | 16,19 | 3  |  |  |
| Totale                        | Totale                          | 11 898 | 100   |                           | 11 207 | 100   | 20 |  |  |
|                               |                                 |        |       |                           |        |       |    |  |  |
| Fonte: Ministero dell'interno |                                 |        |       |                           |        |       |    |  |  |

### Cefalù
| Candidati                     | Candidati                | II turno         | II turno         | I turno | I turno | Liste                         | Voti  | %     | Seggi |
| Candidati                     | Candidati                | Voti             | %                | Voti    | %       | Liste                         | Voti  | %     | Seggi |
| ----------------------------- | ------------------------ | ---------------- | ---------------- | ------- | ------- | ----------------------------- | ----- | ----- | ----- |
|                               | Simona Vicari ✔️ Sindaca | 4 852            | 57,96            | 4 572   | 49,09   | Forza Italia                  | 1 860 | 20,83 | 4     |
| Alleanza Nazionale            | Simona Vicari ✔️ Sindaca | 4 852            | 57,96            | 4 572   | 49,09   | 1 383                         | 15,49 | 3     |       |
| Centro Cristiano Democratico  | Simona Vicari ✔️ Sindaca | 4 852            | 57,96            | 4 572   | 49,09   | 1 153                         | 12,91 | 3     |       |
| Cristiani Democratici Uniti   | Simona Vicari ✔️ Sindaca | 4 852            | 57,96            | 4 572   | 49,09   | 774                           | 8,67  | 2     |       |
|                               | Giovanni Cristina        | 3 520            | 42,04            | 2 251   | 24,17   | Lista Civica                  | 1 740 | 19,49 | 4     |
|                               | Antonio Franco           | Antonio Franco   | Antonio Franco   | 1 504   | 16,15   | Partito Popolare Italiano (A) | 912   | 10,22 | 2     |
| Lista di centro-sinistra      | Antonio Franco           | Antonio Franco   | Antonio Franco   | 1 504   | 16,15   | 454                           | 5,09  | 1     |       |
|                               | Teresa Canepa            | Teresa Canepa    | Teresa Canepa    | 648     | 6,96    | Lista Civica (A)              | 365   | 4,09  | 2     |
|                               | Tommasino Geraci         | Tommasino Geraci | Tommasino Geraci | 338     | 3,63    | Lista Civica (A)              | 287   | 3,21  | –     |
| Totale                        | Totale                   | 8 372            | 100              | 9 313   | 100     |                               | 8 928 | 100   | 20    |
|                               |                          |                  |                  |         |         |                               |       |       |       |
| Fonte: Ministero dell'interno |                          |                  |                  |         |         |                               |       |       |       |

### Corleone
|                                    | Giuseppe Cipriani ✔️ Sindaco | 4 356 | 56,74 | Rinascita Corleonese        | 1 688 | 22,50 | 6  |  |  |
| Partito Democratico della Sinistra | Giuseppe Cipriani ✔️ Sindaco | 4 356 | 56,74 | 1 280                       | 17,06 | 5     |    |  |  |
| Rinnovamento Italiano              | Giuseppe Cipriani ✔️ Sindaco | 4 356 | 56,74 | 267                         | 3,56  | 1     |    |  |  |
| Rifondazione Comunista             | Giuseppe Cipriani ✔️ Sindaco | 4 356 | 56,74 | 241                         | 3,21  | –     |    |  |  |
|                                    | Antonio Maria Sciacchitano   | 1 924 | 25,06 | Cristiani Democratici Uniti | 786   | 10,48 | 2  |  |  |
| Forza Italia                       | Antonio Maria Sciacchitano   | 1 924 | 25,06 | 643                         | 8,57  | 1     |    |  |  |
| Riforme e Libertà                  | Antonio Maria Sciacchitano   | 1 924 | 25,06 | 609                         | 8,12  | 1     |    |  |  |
| Alleanza Nazionale                 | Antonio Maria Sciacchitano   | 1 924 | 25,06 | 525                         | 7,00  | 1     |    |  |  |
|                                    | Antonio Di Lorenzo           | 802   | 10,45 | Lista Civica                | 778   | 10,37 | 2  |  |  |
| Centro Cristiano Democratico       | Antonio Di Lorenzo           | 802   | 10,45 | 174                         | 2,32  | –     |    |  |  |
|                                    | Placido Crapisi              | 595   | 7,75  | Partito Popolare Italiano   | 512   | 6,82  | 1  |  |  |
| Totale                             | Totale                       | 7 677 | 100   |                             | 7 503 | 100   | 20 |  |  |
|                                    |                              |       |       |                             |       |       |    |  |  |
| Fonte: Ministero dell'interno      |                              |       |       |                             |       |       |    |  |  |

### Partinico
| Candidati                     | Candidati                   | II turno               | II turno               | I turno | I turno | Liste                                                  | Voti   | %     | Seggi |
| Candidati                     | Candidati                   | Voti                   | %                      | Voti    | %       | Liste                                                  | Voti   | %     | Seggi |
| ----------------------------- | --------------------------- | ---------------------- | ---------------------- | ------- | ------- | ------------------------------------------------------ | ------ | ----- | ----- |
|                               | Giacoma Cannizzo ✔️ Sindaca | 8 345                  | 53,66                  | 5 495   | 30,42   | Partito Democratico della Sinistra-Socialisti Italiani | 933    | 5,46  | 1     |
| La Rete                       | Giacoma Cannizzo ✔️ Sindaca | 8 345                  | 53,66                  | 5 495   | 30,42   | 925                                                    | 5,41   | 1     |       |
| Rifondazione Comunista        | Giacoma Cannizzo ✔️ Sindaca | 8 345                  | 53,66                  | 5 495   | 30,42   | 679                                                    | 3,97   | 1     |       |
| Lista Civica                  | Giacoma Cannizzo ✔️ Sindaca | 8 345                  | 53,66                  | 5 495   | 30,42   | 586                                                    | 3,43   | –     |       |
|                               | Giuseppe Lombardo           | 7 208                  | 46,34                  | 6 368   | 35,25   | Forza Italia                                           | 3 036  | 17,76 | 4     |
| Alleanza Nazionale            | Giuseppe Lombardo           | 7 208                  | 46,34                  | 6 368   | 35,25   | 1 741                                                  | 10,19  | 2     |       |
| Centro Cristiano Democratico  | Giuseppe Lombardo           | 7 208                  | 46,34                  | 6 368   | 35,25   | 1 569                                                  | 9,18   | 2     |       |
| Partito Socialista            | Giuseppe Lombardo           | 7 208                  | 46,34                  | 6 368   | 35,25   | 1 264                                                  | 7,40   | 2     |       |
| Lista Civica                  | Giuseppe Lombardo           | 7 208                  | 46,34                  | 6 368   | 35,25   | 276                                                    | 1,61   | –     |       |
|                               | Giuseppe Palazzolo          | Giuseppe Palazzolo     | Giuseppe Palazzolo     | 2 495   | 13,81   | Rinnovamento Italiano (A)                              | 1 650  | 9,65  | 2     |
| Cristiani Democratici Uniti   | Giuseppe Palazzolo          | Giuseppe Palazzolo     | Giuseppe Palazzolo     | 2 495   | 13,81   | 669                                                    | 3,91   | –     |       |
|                               | Pietro Quirino Ciluffo      | Pietro Quirino Ciluffo | Pietro Quirino Ciluffo | 2 165   | 11,98   | Partito Popolare Italiano (A)                          | 1 927  | 11,27 | 3     |
| Federazione dei Verdi         | Pietro Quirino Ciluffo      | Pietro Quirino Ciluffo | Pietro Quirino Ciluffo | 2 165   | 11,98   | 400                                                    | 2,34   | –     |       |
|                               | Gioacchino Tranchina        | Gioacchino Tranchina   | Gioacchino Tranchina   | 1 542   | 8,54    | Lista Civica (B)                                       | 1 437  | 8,41  | 2     |
| Totale                        | Totale                      | 15 553                 | 100                    | 18 065  | 100     |                                                        | 17 092 | 100   | 20    |
|                               |                             |                        |                        |         |         |                                                        |        |       |       |
| Fonte: Ministero dell'interno |                             |                        |                        |         |         |                                                        |        |       |       |

### Terrasini
|                               | Carmelo Carrara ✔️ Sindaco | 3 820 | 57,20 | Lista Civica             | 1 911 | 29,22 | 7  |  |  |
| Cristiani Democratici Uniti   | Carmelo Carrara ✔️ Sindaco | 3 820 | 57,20 | 696                      | 10,64 | 2     |    |  |  |
| Forza Italia                  | Carmelo Carrara ✔️ Sindaco | 3 820 | 57,20 | 672                      | 10,28 | 2     |    |  |  |
| Partito Socialista            | Carmelo Carrara ✔️ Sindaco | 3 820 | 57,20 | 614                      | 9,39  | 2     |    |  |  |
| Alleanza Nazionale            | Carmelo Carrara ✔️ Sindaco | 3 820 | 57,20 | 433                      | 6,62  | 1     |    |  |  |
| Centro Cristiano Democratico  | Carmelo Carrara ✔️ Sindaco | 3 820 | 57,20 | 391                      | 5,98  | 1     |    |  |  |
|                               | Manlio Mele                | 2 355 | 35,27 | Lista Civica             | 1 360 | 20,80 | 4  |  |  |
|                               | Orlando Ambrogio           | 503   | 7,53  | Lista di centro-sinistra | 463   | 7,08  | 1  |  |  |
| Totale                        | Totale                     | 6 678 | 100   |                          | 6 540 | 100   | 20 |  |  |
|                               |                            |       |       |                          |       |       |    |  |  |
| Fonte: Ministero dell'interno |                            |       |       |                          |       |       |    |  |  |

## Provincia regionale di Agrigento

### Agrigento
|                                            | Calogero Sodano ✔️ Sindaco | 18 389 | 54,81 | Forza Italia | 6 013  | 19,35 | 7  |  |  |
| Cristiani Democratici Uniti                | Calogero Sodano ✔️ Sindaco | 18 389 | 54,81 | 4 516 | 14,53  | 5     |    |  |  |
| Centro Cristiano Democratico               | Calogero Sodano ✔️ Sindaco | 18 389 | 54,81 | 3 485 | 11,22  | 4     |    |  |  |
| Alleanza Nazionale                         | Calogero Sodano ✔️ Sindaco | 18 389 | 54,81 | 3 233 | 10,40  | 3     |    |  |  |
|                                            | Fabrizio Zicari            | 6 252  | 18,63 | Partito Popolare Italiano                                                                                           | 2 982  | 9,60  | 3  |  |  |
| Partito Democratico della Sinistra-La Rete | Fabrizio Zicari            | 6 252  | 18,63 | 1 590 | 5,12   | 2     |    |  |  |
| Rinnovamento Italiano                      | Fabrizio Zicari            | 6 252  | 18,63 | 1 510 | 4,86   | 2     |    |  |  |
| Rifondazione Comunista                     | Fabrizio Zicari            | 6 252  | 18,63 | 559 | 1,80   | –     |    |  |  |
| Socialisti Democratici                     | Fabrizio Zicari            | 6 252  | 18,63 | 407 | 1,31   | –     |    |  |  |
|                                            | Giuseppe Arnone            | 3 358  | 10,01 | Federazione dei Verdi-L'Ulivo                                                                                       | 1 760  | 5,66  | 1  |  |  |
|                                            | Girolamo Manlio Cardella   | 2 179  | 6,49  | Uniti per la Città (Socialisti Italiani-Partito Repubblicano Italiano-Laburisti-Partito Socialista Siciliano-Altri) | 2 605  | 8,38  | 2  |  |  |
|                                            | Calogero Mario Miccicchè   | 1 731  | 5,16  | Sinistra | 1 049  | 3,38  | 1  |  |  |
|                                            | Aldo Capitano              | 726    | 2,16  | Diritti-Doveri | 613    | 1,97  | –  |  |  |
|                                            | Giovanni Russo Cirillo     | 584    | 1,74  | Cattolici Liberali                                                                                                  | 543    | 1,75  | –  |  |  |
|                                            | Francesco Samaritano       | 331    | 0,99  | Italia Unita | 208    | 0,67  | –  |  |  |
| Totale                                     | Totale                     | 33 550 | 100   | | 31 073 | 100   | 30 |  |  |
|                                            |                            |        |       | |        |       |    |  |  |
| Fonte: Ministero dell'interno              |                            |        |       | |        |       |    |  |  |

### Aragona
| Candidati                       | Candidati                           | II turno                  | II turno                  | I turno | I turno | Liste                                  | Voti  | %     | Seggi |
| Candidati                       | Candidati                           | Voti                      | %                         | Voti    | %       | Liste                                  | Voti  | %     | Seggi |
| ------------------------------- | ----------------------------------- | ------------------------- | ------------------------- | ------- | ------- | -------------------------------------- | ----- | ----- | ----- |
|                                 | Biagio Raimondo Bellanca ✔️ Sindaco | 3 196                     | 51,37                     | 2 406   | 36,06   | Alleanza Nazionale                     | 1 000 | 15,28 | 3     |
| Cristiani Democratici Uniti     | Biagio Raimondo Bellanca ✔️ Sindaco | 3 196                     | 51,37                     | 2 406   | 36,06   | 814                                    | 12,44 | 3     |       |
| Forza Italia                    | Biagio Raimondo Bellanca ✔️ Sindaco | 3 196                     | 51,37                     | 2 406   | 36,06   | 501                                    | 7,65  | 1     |       |
| Centro Cristiano Democratico    | Biagio Raimondo Bellanca ✔️ Sindaco | 3 196                     | 51,37                     | 2 406   | 36,06   | 363                                    | 5,55  | 1     |       |
|                                 | Alfonso Tedesco                     | 3 025                     | 48,63                     | 2 231   | 33,44   | La Rete-Federazione dei Verdi          | 801   | 12,24 | 2     |
| Lista civica di centro-sinistra | Alfonso Tedesco                     | 3 025                     | 48,63                     | 2 231   | 33,44   | 689                                    | 10,53 | 2     |       |
|                                 | Giovanni Calogero Lattuca           | Giovanni Calogero Lattuca | Giovanni Calogero Lattuca | 2 035   | 30,50   | Partito Democratico della Sinistra (A) | 1 056 | 16,13 | 4     |
| Partito Popolare Italiano (B)   | Giovanni Calogero Lattuca           | Giovanni Calogero Lattuca | Giovanni Calogero Lattuca | 2 035   | 30,50   | 630                                    | 9,63  | 2     |       |
| Rinnovamento Italiano (A)       | Giovanni Calogero Lattuca           | Giovanni Calogero Lattuca | Giovanni Calogero Lattuca | 2 035   | 30,50   | 625                                    | 9,55  | 2     |       |
| Rifondazione Comunista (A)      | Giovanni Calogero Lattuca           | Giovanni Calogero Lattuca | Giovanni Calogero Lattuca | 2 035   | 30,50   | 66                                     | 1,01  | –     |       |
| Totale                          | Totale                              | 6 221                     | 100                       | 6 672   | 100     |                                        | 6 545 | 100   | 20    |
|                                 |                                     |                           |                           |         |         |                                        |       |       |       |
| Fonte: Ministero dell'interno   |                                     |                           |                           |         |         |                                        |       |       |       |

### Campobello di Licata
|                                 | Calogero Gueli ✔️ Sindaco       | 4 238 | 59,07 | Partito Democratico della Sinistra | 1 698 | 24,24 | 5  |  |  |
| Lista civica di centro-sinistra | Calogero Gueli ✔️ Sindaco       | 4 238 | 59,07 | 1 435                              | 20,49 | 5     |    |  |  |
| Socialisti Italiani             | Calogero Gueli ✔️ Sindaco       | 4 238 | 59,07 | 627                                | 8,95  | 2     |    |  |  |
|                                 | Carmelo Corbo                   | 2 213 | 30,84 | Sinistra                           | 1 102 | 15,73 | 4  |  |  |
| Partito Popolare Italiano       | Carmelo Corbo                   | 2 213 | 30,84 | 544                                | 7,77  | 1     |    |  |  |
| Socialisti Democratici          | Carmelo Corbo                   | 2 213 | 30,84 | 500                                | 7,14  | 1     |    |  |  |
| Rifondazione Comunista          | Carmelo Corbo                   | 2 213 | 30,84 | 87                                 | 1,24  | –     |    |  |  |
|                                 | Carmelo Maria Domenico Lo Nardo | 621   | 8,66  | Alleanza Nazionale-Lista Civica    | 612   | 8,74  | 2  |  |  |
| Centro Cristiano Democratico    | Carmelo Maria Domenico Lo Nardo | 621   | 8,66  | 279                                | 3,98  | –     |    |  |  |
|                                 | Ignazio Proto                   | 103   | 1,44  | Cristiani Democratici Uniti        | 120   | 1,71  | –  |  |  |
| Totale                          | Totale                          | 7 175 | 100   |                                    | 7 004 | 100   | 20 |  |  |
|                                 |                                 |       |       |                                    |       |       |    |  |  |
| Fonte: Ministero dell'interno   |                                 |       |       |                                    |       |       |    |  |  |

### Casteltermini
|                                    | Stefano Licata ✔️ Sindaco    | 3 253 | 51,28 | Partito Popolare Italiano   | 1 486 | 23,94 | 5  |  |  |
| Lista civica di centro-sinistra    | Stefano Licata ✔️ Sindaco    | 3 253 | 51,28 | 872                         | 14,05 | 3     |    |  |  |
| Partito Democratico della Sinistra | Stefano Licata ✔️ Sindaco    | 3 253 | 51,28 | 661                         | 10,65 | 2     |    |  |  |
| La Rete                            | Stefano Licata ✔️ Sindaco    | 3 253 | 51,28 | 524                         | 8,44  | 2     |    |  |  |
| Partito Socialista                 | Stefano Licata ✔️ Sindaco    | 3 253 | 51,28 | 335                         | 5,40  | 1     |    |  |  |
| Rifondazione Comunista             | Stefano Licata ✔️ Sindaco    | 3 253 | 51,28 | 233                         | 3,75  | –     |    |  |  |
|                                    | Antonio Giovanni Caltagirone | 3 090 | 48,72 | Cristiani Democratici Uniti | 1 195 | 19,25 | 4  |  |  |
| Forza Italia-Alleanza Nazionale    | Antonio Giovanni Caltagirone | 3 090 | 48,72 | 482                         | 7,77  | 2     |    |  |  |
| Centro Cristiano Democratico       | Antonio Giovanni Caltagirone | 3 090 | 48,72 | 419                         | 6,75  | 1     |    |  |  |
| Totale                             | Totale                       | 6 343 | 100   |                             | 6 207 | 100   | 20 |  |  |
|                                    |                              |       |       |                             |       |       |    |  |  |
| Fonte: Ministero dell'interno      |                              |       |       |                             |       |       |    |  |  |

### Favara
|                                                           | Carmelo Vetro ✔️ Sindaco | 10 639 | 52,16 | Lista civica di centro-sinistra | 3 263  | 16,24 | 5  |  |  |
| Partito Democratico della Sinistra-Rifondazione Comunista | Carmelo Vetro ✔️ Sindaco | 10 639 | 52,16 | 2 095                           | 10,42  | 3     |    |  |  |
| Rinnovamento Italiano                                     | Carmelo Vetro ✔️ Sindaco | 10 639 | 52,16 | 1 401                           | 6,97   | 2     |    |  |  |
| Partito Popolare Italiano                                 | Carmelo Vetro ✔️ Sindaco | 10 639 | 52,16 | 1 387                           | 6,90   | 2     |    |  |  |
| La Rete-Altri                                             | Carmelo Vetro ✔️ Sindaco | 10 639 | 52,16 | 1 336                           | 6,65   | 2     |    |  |  |
|                                                           | Felice Giudice           | 9 756  | 47,84 | Centro Cristiano Democratico    | 2 349  | 11,69 | 3  |  |  |
| Forza Italia                                              | Felice Giudice           | 9 756  | 47,84 | 1 946                           | 9,68   | 3     |    |  |  |
| Alleanza Nazionale                                        | Felice Giudice           | 9 756  | 47,84 | 1 940                           | 9,65   | 3     |    |  |  |
| Partito Socialista                                        | Felice Giudice           | 9 756  | 47,84 | 1 802                           | 8,97   | 3     |    |  |  |
| Cristiani Democratici Uniti                               | Felice Giudice           | 9 756  | 47,84 | 1 768                           | 8,80   | 3     |    |  |  |
| Patto Segni                                               | Felice Giudice           | 9 756  | 47,84 | 811                             | 4,04   | 1     |    |  |  |
| Totale                                                    | Totale                   | 20 395 | 100   |                                 | 20 098 | 100   | 30 |  |  |
|                                                           |                          |        |       |                                 |        |       |    |  |  |
| Fonte: Ministero dell'interno                             |                          |        |       |                                 |        |       |    |  |  |

### Naro
| Candidati                       | Candidati                   | II turno           | II turno           | I turno | I turno | Liste                              | Voti  | %     | Seggi |
| Candidati                       | Candidati                   | Voti               | %                  | Voti    | %       | Liste                              | Voti  | %     | Seggi |
| ------------------------------- | --------------------------- | ------------------ | ------------------ | ------- | ------- | ---------------------------------- | ----- | ----- | ----- |
|                                 | Giuseppe Morello ✔️ Sindaco | 2 977              | 52,87              | 1 979   | 32,18   | Partito Democratico della Sinistra | 1 174 | 19,75 | 8     |
| Socialisti Italiani             | Giuseppe Morello ✔️ Sindaco | 2 977              | 52,87              | 1 979   | 32,18   | 541                                | 9,10  | 4     |       |
|                                 | Giuseppe Cumbo              | 2 654              | 47,13              | 1 963   | 31,92   | Lista civica di centro-sinistra    | 1 449 | 24,38 | 3     |
| Lista civica di centro-sinistra | Giuseppe Cumbo              | 2 654              | 47,13              | 1 963   | 31,92   | 407                                | 6,85  | 1     |       |
|                                 | Paolo Lo Monaco             | Paolo Lo Monaco    | Paolo Lo Monaco    | 1 591   | 25,87   | Centro                             | 1 806 | 30,38 | 4     |
|                                 | Filippo Allegro             | Filippo Allegro    | Filippo Allegro    | 413     | 6,72    | Rifondazione Comunista             | 336   | 5,65  | –     |
|                                 | Calogera Caramazza          | Calogera Caramazza | Calogera Caramazza | 203     | 3,30    | Partito Popolare Italiano          | 231   | 3,89  | –     |
| Totale                          | Totale                      | 5 631              | 100                | 6 149   | 100     |                                    | 5 944 | 100   | 20    |
|                                 |                             |                    |                    |         |         |                                    |       |       |       |
| Fonte: Ministero dell'interno   |                             |                    |                    |         |         |                                    |       |       |       |

### Porto Empedocle
|                                    | Orazio Guarraci ✔️ Sindaco | 6 526  | 61,59 | Partito Popolare Italiano-Lista Civica | 1 815  | 17,75 | 4  |  |  |
| Partito Democratico della Sinistra | Orazio Guarraci ✔️ Sindaco | 6 526  | 61,59 | 1 431                                  | 14,00  | 3     |    |  |  |
| Socialisti Italiani                | Orazio Guarraci ✔️ Sindaco | 6 526  | 61,59 | 1 340                                  | 13,11  | 3     |    |  |  |
| Sinistra                           | Orazio Guarraci ✔️ Sindaco | 6 526  | 61,59 | 896                                    | 8,76   | 2     |    |  |  |
| Lista civica di centro-sinistra    | Orazio Guarraci ✔️ Sindaco | 6 526  | 61,59 | 728                                    | 7,12   | 1     |    |  |  |
| Rifondazione Comunista             | Orazio Guarraci ✔️ Sindaco | 6 526  | 61,59 | 322                                    | 3,15   | –     |    |  |  |
|                                    | Dario Scimè                | 2 370  | 22,37 | Forza Italia                           | 1 019  | 9,97  | 2  |  |  |
| Cristiani Democratici Uniti        | Dario Scimè                | 2 370  | 22,37 | 765                                    | 7,48   | 2     |    |  |  |
| Alleanza Nazionale                 | Dario Scimè                | 2 370  | 22,37 | 346                                    | 3,38   | –     |    |  |  |
|                                    | Maurizio Restivo           | 1 700  | 16,04 | Patto Segni                            | 816    | 7,98  | 2  |  |  |
| Lista civica di centro-sinistra    | Maurizio Restivo           | 1 700  | 16,04 | 747                                    | 7,31   | 1     |    |  |  |
| Totale                             | Totale                     | 10 596 | 100   |                                        | 10 225 | 100   | 20 |  |  |
|                                    |                            |        |       |                                        |        |       |    |  |  |
| Fonte: Ministero dell'interno      |                            |        |       |                                        |        |       |    |  |  |

### Racalmuto
|                                    | Salvatore Gioacchino Petrotto ✔️ Sindaco | 3 497 | 64,62 | Sinistra     | 1 543 | 29,23 | 7  |  |  |
| Partito Democratico della Sinistra | Salvatore Gioacchino Petrotto ✔️ Sindaco | 3 497 | 64,62 | 833          | 15,78 | 3     |    |  |  |
| Partito Popolare Italiano          | Salvatore Gioacchino Petrotto ✔️ Sindaco | 3 497 | 64,62 | 560          | 10,61 | 2     |    |  |  |
|                                    | Angelo Morreale                          | 1 915 | 35,38 | Lista Civica | 1 523 | 28,85 | 5  |  |  |
| Lista Civica                       | Angelo Morreale                          | 1 915 | 35,38 | 820          | 15,53 | 3     |    |  |  |
| Totale                             | Totale                                   | 5 412 | 100   |              | 5 279 | 100   | 20 |  |  |
|                                    |                                          |       |       |              |       |       |    |  |  |
| Fonte: Ministero dell'interno      |                                          |       |       |              |       |       |    |  |  |

### Ravanusa
| Candidati                          | Candidati                                  | II turno          | II turno          | I turno | I turno | Liste                               | Voti  | %     | Seggi |
| Candidati                          | Candidati                                  | Voti              | %                 | Voti    | %       | Liste                               | Voti  | %     | Seggi |
| ---------------------------------- | ------------------------------------------ | ----------------- | ----------------- | ------- | ------- | ----------------------------------- | ----- | ----- | ----- |
|                                    | Salvatore Antonio Maria Faudone ✔️ Sindaco | 3 952             | 56,90             | 3 160   | 40,05   | Partito Socialista                  | 1 423 | 18,44 | 4     |
| Partito Democratico della Sinistra | Salvatore Antonio Maria Faudone ✔️ Sindaco | 3 952             | 56,90             | 3 160   | 40,05   | 1 199                               | 15,54 | 3     |       |
| Partito Popolare Italiano          | Salvatore Antonio Maria Faudone ✔️ Sindaco | 3 952             | 56,90             | 3 160   | 40,05   | 1 068                               | 13,84 | 3     |       |
|                                    | Antonino Aronica                           | 2 993             | 43,10             | 2 270   | 28,77   | Cristiani Democratici Uniti         | 953   | 12,35 | 3     |
| Forza Italia                       | Antonino Aronica                           | 2 993             | 43,10             | 2 270   | 28,77   | 863                                 | 11,18 | 2     |       |
| Alleanza Nazionale                 | Antonino Aronica                           | 2 993             | 43,10             | 2 270   | 28,77   | 448                                 | 5,81  | 1     |       |
| Centro Cristiano Democratico       | Antonino Aronica                           | 2 993             | 43,10             | 2 270   | 28,77   | 361                                 | 4,68  | 1     |       |
|                                    | Calogero Avarello                          | Calogero Avarello | Calogero Avarello | 2 171   | 27,51   | Sinistra (A)                        | 1 194 | 15,47 | 3     |
|                                    | Gaetano Burgio                             | Gaetano Burgio    | Gaetano Burgio    | 290     | 3,68    | Lista civica di centro-sinistra (A) | 207   | 2,68  | –     |
| Totale                             | Totale                                     | 6 945             | 100               | 7 891   | 100     |                                     | 7 716 | 100   | 20    |
|                                    |                                            |                   |                   |         |         |                                     |       |       |       |
| Fonte: Ministero dell'interno      |                                            |                   |                   |         |         |                                     |       |       |       |

### Sciacca
| Candidati                                         | Candidati                  | II turno            | II turno            | I turno | I turno | Liste                               | Voti   | %     | Seggi |
| Candidati                                         | Candidati                  | Voti                | %                   | Voti    | %       | Liste                               | Voti   | %     | Seggi |
| ------------------------------------------------- | -------------------------- | ------------------- | ------------------- | ------- | ------- | ----------------------------------- | ------ | ----- | ----- |
|                                                   | Ignazio Messina ✔️ Sindaco | 12 519              | 58,58               | 8 248   | 32,94   | Lista civica di centro-sinistra     | 4 161  | 17,49 | 7     |
| Rifondazione Comunista                            | Ignazio Messina ✔️ Sindaco | 12 519              | 58,58               | 8 248   | 32,94   | 571                                 | 2,40   | –     |       |
|                                                   | Damiano Geraldi            | 8 852               | 41,42               | 8 538   | 34,09   | Cristiani Democratici Uniti         | 4 481  | 18,83 | 5     |
| Forza Italia                                      | Damiano Geraldi            | 8 852               | 41,42               | 8 538   | 34,09   | 1 901                               | 7,99   | 2     |       |
| Centro Cristiano Democratico                      | Damiano Geraldi            | 8 852               | 41,42               | 8 538   | 34,09   | 1 861                               | 7,82   | 2     |       |
| Alleanza Nazionale                                | Damiano Geraldi            | 8 852               | 41,42               | 8 538   | 34,09   | 1 641                               | 6,90   | 2     |       |
|                                                   | Accursio Montalbano        | Accursio Montalbano | Accursio Montalbano | 6 869   | 27,43   | Lista civica di centro-sinistra (A) | 4 347  | 18,27 | 7     |
| Rinnovamento Italiano (A)                         | Accursio Montalbano        | Accursio Montalbano | Accursio Montalbano | 6 869   | 27,43   | 1 968                               | 8,27   | 3     |       |
| Partito Popolare Italiano-Socialisti Italiani (A) | Accursio Montalbano        | Accursio Montalbano | Accursio Montalbano | 6 869   | 27,43   | 954                                 | 4,01   | 1     |       |
| Federazione dei Verdi (A)                         | Accursio Montalbano        | Accursio Montalbano | Accursio Montalbano | 6 869   | 27,43   | 236                                 | 0,99   | –     |       |
|                                                   | Santo Bono                 | Santo Bono          | Santo Bono          | 695     | 2,78    | Lista civica di centro-sinistra     | 1 115  | 4,69  | 1     |
|                                                   | Dino Tanto                 | Dino Tanto          | Dino Tanto          | 692     | 2,76    | Lista civica di centro-destra       | 561    | 2,36  | –     |
| Totale                                            | Totale                     | 21 371              | 100                 | 25 042  | 100     |                                     | 23 797 | 100   | 30    |
|                                                   |                            |                     |                     |         |         |                                     |        |       |       |
| Fonte: Ministero dell'interno                     |                            |                     |                     |         |         |                                     |        |       |       |

## Provincia regionale di Caltanissetta

### Caltanissetta
| Candidati                                                                     | Candidati                         | II turno          | II turno          | I turno | I turno | Liste                              | Voti   | %     | Seggi |
| Candidati                                                                     | Candidati                         | Voti              | %                 | Voti    | %       | Liste                              | Voti   | %     | Seggi |
| ----------------------------------------------------------------------------- | --------------------------------- | ----------------- | ----------------- | ------- | ------- | ---------------------------------- | ------ | ----- | ----- |
|                                                                               | Michele Antonio Abbate ✔️ Sindaco | 21 258            | 63,59             | 12 273  | 32,35   | Partito Democratico della Sinistra | 3 768  | 10,64 | 4     |
| L'Ulivo (Partito Popolare Italiano-Federazione dei Verdi-La Rete-Patto Segni) | Michele Antonio Abbate ✔️ Sindaco | 21 258            | 63,59             | 12 273  | 32,35   | 3 093                              | 8,73   | 3     |       |
| Rifondazione Comunista                                                        | Michele Antonio Abbate ✔️ Sindaco | 21 258            | 63,59             | 12 273  | 32,35   | 1 988                              | 5,61   | 2     |       |
| Socialisti Italiani                                                           | Michele Antonio Abbate ✔️ Sindaco | 21 258            | 63,59             | 12 273  | 32,35   | 1 444                              | 4,08   | 1     |       |
|                                                                               | Raimondo Luigi Bruno Maira        | 12 172            | 36,41             | 10 132  | 26,71   | Cristiani Democratici Uniti        | 7 012  | 19,80 | 6     |
| Centro Cristiano Democratico                                                  | Raimondo Luigi Bruno Maira        | 12 172            | 36,41             | 10 132  | 26,71   | 4 286                              | 12,10  | 4     |       |
| Rinnovamento Italiano                                                         | Raimondo Luigi Bruno Maira        | 12 172            | 36,41             | 10 132  | 26,71   | 637                                | 1,80   | –     |       |
|                                                                               | Giuseppe Mancuso                  | Giuseppe Mancuso  | Giuseppe Mancuso  | 9 167   | 24,16   | Alleanza Nazionale (B)             | 5 165  | 14,58 | 5     |
|                                                                               | Alessandro Pilato                 | Alessandro Pilato | Alessandro Pilato | 3 784   | 9,97    | Forza Italia (B)                   | 5 115  | 14,44 | 4     |
|                                                                               | Nino Italico                      | Nino Italico      | Nino Italico      | 956     | 2,52    | Partito Siciliano d'Azione (A)     | 912    | 2,57  | –     |
|                                                                               | Agesilao Fiocco                   | Agesilao Fiocco   | Agesilao Fiocco   | 672     | 1,77    | Nuova Italia                       | 1 250  | 3,53  | 1     |
|                                                                               | Giuseppe Aiello                   | Giuseppe Aiello   | Giuseppe Aiello   | 626     | 1,65    | Centro (A)                         | 440    | 1,24  | –     |
|                                                                               | Giuseppe Mirisola                 | Giuseppe Mirisola | Giuseppe Mirisola | 328     | 0,86    | Fronte Nazionale                   | 309    | 0,87  | –     |
| Totale                                                                        | Totale                            | 33 430            | 100               | 37 938  | 100     |                                    | 35 419 | 100   | 30    |
|                                                                               |                                   |                   |                   |         |         |                                    |        |       |       |
| Fonte: Ministero dell'interno                                                 |                                   |                   |                   |         |         |                                    |        |       |       |

### Mazzarino
|                               | Salvatore Longone ✔️ Sindaco | 4 334 | 51,79 | Alleanza Nazionale                 | 1 711 | 21,82 | 4  |  |  |
| Centro Cristiano Democratico  | Salvatore Longone ✔️ Sindaco | 4 334 | 51,79 | 1 566                              | 19,97 | 4     |    |  |  |
|                               | Rocco Anzaldi                | 4 035 | 48,21 | Partito Democratico della Sinistra | 2 013 | 25,67 | 6  |  |  |
| Partito Popolare Italiano     | Rocco Anzaldi                | 4 035 | 48,21 | 1 256                              | 16,02 | 3     |    |  |  |
| Rifondazione Comunista        | Rocco Anzaldi                | 4 035 | 48,21 | 654                                | 8,34  | 2     |    |  |  |
| Socialisti Italiani           | Rocco Anzaldi                | 4 035 | 48,21 | 641                                | 8,17  | 1     |    |  |  |
| Totale                        | Totale                       | 8 369 | 100   |                                    | 7 841 | 100   | 20 |  |  |
|                               |                              |       |       |                                    |       |       |    |  |  |
| Fonte: Ministero dell'interno |                              |       |       |                                    |       |       |    |  |  |

### Mussomeli
| Candidati                       | Candidati                      | II turno          | II turno          | I turno | I turno | Liste                                      | Voti  | %     | Seggi |
| Candidati                       | Candidati                      | Voti              | %                 | Voti    | %       | Liste                                      | Voti  | %     | Seggi |
| ------------------------------- | ------------------------------ | ----------------- | ----------------- | ------- | ------- | ------------------------------------------ | ----- | ----- | ----- |
|                                 | Salvatore Scannella ✔️ Sindaco | 4 530             | 61,04             | 2 561   | 32,51   | Sinistra                                   | 1 017 | 13,44 | 3     |
| Lista civica di centro-sinistra | Salvatore Scannella ✔️ Sindaco | 4 530             | 61,04             | 2 561   | 32,51   | 930                                        | 12,29 | 2     |       |
|                                 | Vincenzo Noto                  | 2 891             | 38,96             | 2 515   | 31,93   | Centro Cristiano Democratico               | 1 560 | 20,62 | 4     |
| Forza Italia                    | Vincenzo Noto                  | 2 891             | 38,96             | 2 515   | 31,93   | 1 460                                      | 19,30 | 4     |       |
| Alleanza Nazionale              | Vincenzo Noto                  | 2 891             | 38,96             | 2 515   | 31,93   | 140                                        | 1,85  | –     |       |
|                                 | Carmelo Messina                | Carmelo Messina   | Carmelo Messina   | 1 675   | 21,26   | Lista Civica (A)                           | 1 578 | 20,86 | 5     |
|                                 | Rosario Rizzo                  | Rosario Rizzo     | Rosario Rizzo     | 905     | 11,49   | Partito Popolare Italiano-Lista Civica (B) | 703   | 9,29  | 2     |
|                                 | Vincenzo Gagliano              | Vincenzo Gagliano | Vincenzo Gagliano | 221     | 2,81    | La Rete                                    | 177   | 2,34  | –     |
| Totale                          | Totale                         | 7 421             | 100               | 7 877   | 100     |                                            | 7 565 | 100   | 20    |
|                                 |                                |                   |                   |         |         |                                            |       |       |       |
| Fonte: Ministero dell'interno   |                                |                   |                   |         |         |                                            |       |       |       |

### San Cataldo
| Candidati                                  | Candidati                                      | II turno        | II turno        | I turno | I turno | Liste                           | Voti   | %     | Seggi |
| Candidati                                  | Candidati                                      | Voti            | %               | Voti    | %       | Liste                           | Voti   | %     | Seggi |
| ------------------------------------------ | ---------------------------------------------- | --------------- | --------------- | ------- | ------- | ------------------------------- | ------ | ----- | ----- |
|                                            | Raimondo Giuseppe Mario Torregrossa ✔️ Sindaco | 6 540           | 50,20           | 5 936   | 41,80   | Forza Italia                    | 3 688  | 27,29 | 8     |
| Lista Civica                               | Raimondo Giuseppe Mario Torregrossa ✔️ Sindaco | 6 540           | 50,20           | 5 936   | 41,80   | 1 379                           | 10,21  | 3     |       |
| Alleanza Nazionale                         | Raimondo Giuseppe Mario Torregrossa ✔️ Sindaco | 6 540           | 50,20           | 5 936   | 41,80   | 629                             | 4,66   | 1     |       |
|                                            | Francesco Raimondi                             | 6 487           | 49,80           | 5 295   | 37,29   | Centro Cristiano Democratico    | 2 389  | 17,68 | 3     |
| Partito Popolare Italiano                  | Francesco Raimondi                             | 6 487           | 49,80           | 5 295   | 37,29   | 1 453                           | 10,75  | 1     |       |
| Cristiani Democratici Uniti                | Francesco Raimondi                             | 6 487           | 49,80           | 5 295   | 37,29   | 883                             | 6,53   | 1     |       |
|                                            | Attilio Callari                                | Attilio Callari | Attilio Callari | 2 969   | 20,91   | Lista civica di centro-sinistra | 1 124  | 8,32  | 1     |
| Partito Democratico della Sinistra-La Rete | Attilio Callari                                | Attilio Callari | Attilio Callari | 2 969   | 20,91   | 801                             | 5,93   | 1     |       |
| Rifondazione Comunista                     | Attilio Callari                                | Attilio Callari | Attilio Callari | 2 969   | 20,91   | 650                             | 4,81   | 1     |       |
| Sinistra                                   | Attilio Callari                                | Attilio Callari | Attilio Callari | 2 969   | 20,91   | 516                             | 3,82   | –     |       |
| Totale                                     | Totale                                         | 13 027          | 100             | 14 200  | 100     |                                 | 13 512 | 100   | 20    |
|                                            |                                                |                 |                 |         |         |                                 |        |       |       |
| Fonte: Ministero dell'interno              |                                                |                 |                 |         |         |                                 |        |       |       |

## Provincia regionale di Catania

### Catania
|                                                                               | Vincenzo Bianco ✔️ Sindaco | 108 646 | 63,16 | Con Bianco per Catania                  | 41 044  | 27,09 | 15 |  |  |
| Partito Popolare Italiano                                                     | Vincenzo Bianco ✔️ Sindaco | 108 646 | 63,16 | 15 959                                  | 10,53   | 6     |    |  |  |
| Sinistra Democratica per Catania (Partito Democratico della Sinistra-La Rete) | Vincenzo Bianco ✔️ Sindaco | 108 646 | 63,16 | 12 457                                  | 8,22    | 4     |    |  |  |
| Movimento Democratico Italiano                                                | Vincenzo Bianco ✔️ Sindaco | 108 646 | 63,16 | 4 871                                   | 3,21    | 1     |    |  |  |
| Rifondazione Comunista                                                        | Vincenzo Bianco ✔️ Sindaco | 108 646 | 63,16 | 3 850                                   | 2,54    | 1     |    |  |  |
| Partito Socialista Sicilia                                                    | Vincenzo Bianco ✔️ Sindaco | 108 646 | 63,16 | 2 638                                   | 1,74    | –     |    |  |  |
| Federazione dei Verdi                                                         | Vincenzo Bianco ✔️ Sindaco | 108 646 | 63,16 | 2 486                                   | 1,64    | –     |    |  |  |
| Unione Democratica Federale                                                   | Vincenzo Bianco ✔️ Sindaco | 108 646 | 63,16 | 857                                     | 0,57    | –     |    |  |  |
|                                                                               | Benito Paolone             | 56 789  | 33,01 | Forza Italia                            | 19 443  | 12,83 | 6  |  |  |
| Alleanza Nazionale                                                            | Benito Paolone             | 56 789  | 33,01 | 16 673                                  | 11,00   | 5     |    |  |  |
| Cristiani Democratici Uniti                                                   | Benito Paolone             | 56 789  | 33,01 | 12 963                                  | 8,56    | 4     |    |  |  |
| Centro Cristiano Democratico                                                  | Benito Paolone             | 56 789  | 33,01 | 10 583                                  | 6,99    | 2     |    |  |  |
| Italia Federale                                                               | Benito Paolone             | 56 789  | 33,01 | 592                                     | 0,39    | –     |    |  |  |
|                                                                               | Matteo Bonaccorso          | 1 926   | 1,12  | Partito Socialista Democratico Italiano | 2 148   | 1,42  | –  |  |  |
|                                                                               | Silvia Verzì               | 1 741   | 1,01  | Partito Liberale                        | 1 891   | 1,25  | –  |  |  |
|                                                                               | Pietro Figura              | 1 203   | 0,70  | Partito Siciliano d'Azione              | 1 591   | 1,05  | –  |  |  |
|                                                                               | Giuseppe Campo             | 1 012   | 0,59  | Unione Giovani Sud                      | 413     | 0,27  | –  |  |  |
| Sud in Movimento                                                              | Giuseppe Campo             | 1 012   | 0,59  | 409                                     | 0,27    | –     |    |  |  |
|                                                                               | Gaetano Paolo Roberto Leo  | 701     | 0,41  | Movimento Sociale Fiamma Tricolore      | 642     | 0,42  | –  |  |  |
| Totale                                                                        | Totale                     | 172 018 | 100   |                                         | 151 510 | 100   | 45 |  |  |
|                                                                               |                            |         |       |                                         |         |       |    |  |  |
| Fonte: Ministero dell'interno                                                 |                            |         |       |                                         |         |       |    |  |  |

### Aci Castello
|                                    | Paolo Castorina ✔️ Sindaco | 7 293  | 65,15 | Lista Civica | 2 132  | 20,01 | 4  |  |  |
| Lista Civica                       | Paolo Castorina ✔️ Sindaco | 7 293  | 65,15 | 1 431        | 13,43  | 3     |    |  |  |
| Partito Popolare Italiano          | Paolo Castorina ✔️ Sindaco | 7 293  | 65,15 | 1 025        | 9,62   | 2     |    |  |  |
| Lista Civica                       | Paolo Castorina ✔️ Sindaco | 7 293  | 65,15 | 950          | 8,92   | 2     |    |  |  |
| Partito Democratico della Sinistra | Paolo Castorina ✔️ Sindaco | 7 293  | 65,15 | 873          | 8,19   | 2     |    |  |  |
| Federazione dei Verdi              | Paolo Castorina ✔️ Sindaco | 7 293  | 65,15 | 185          | 1,74   | –     |    |  |  |
| Rifondazione Comunista             | Paolo Castorina ✔️ Sindaco | 7 293  | 65,15 | 2 486        | 23,33  | –     |    |  |  |
|                                    | Giuseppe Costantino        | 3 709  | 33,13 | Forza Italia | 1 539  | 14,44 | 3  |  |  |
| Alleanza Nazionale                 | Giuseppe Costantino        | 3 709  | 33,13 | 1 015        | 9,53   | 2     |    |  |  |
| Centro Cristiano Democratico       | Giuseppe Costantino        | 3 709  | 33,13 | 839          | 7,87   | 2     |    |  |  |
| Cristiani Democratici Uniti        | Giuseppe Costantino        | 3 709  | 33,13 | 418          | 3,92   | –     |    |  |  |
|                                    | Rachele Giannotta          | 193    | 1,72  | Lista Civica | 50     | 0,47  | –  |  |  |
| Totale                             | Totale                     | 11 195 | 100   |              | 10 656 | 100   | 20 |  |  |
|                                    |                            |        |       |              |        |       |    |  |  |
| Fonte: Ministero dell'interno      |                            |        |       |              |        |       |    |  |  |

### Adrano
| Candidati                     | Candidati                 | II turno             | II turno             | I turno | I turno | Liste                                       | Voti   | %     | Seggi |
| Candidati                     | Candidati                 | Voti                 | %                    | Voti    | %       | Liste                                       | Voti   | %     | Seggi |
| ----------------------------- | ------------------------- | -------------------- | -------------------- | ------- | ------- | ------------------------------------------- | ------ | ----- | ----- |
|                               | Nicolò Bertolo ✔️ Sindaco | 8 381                | 58,19                | 6 187   | 33,58   | Partito Democratico della Sinistra          | 3 773  | 21,54 | 8     |
| Partito Socialista            | Nicolò Bertolo ✔️ Sindaco | 8 381                | 58,19                | 6 187   | 33,58   | 881                                         | 5,03   | 1     |       |
| Federazione dei Verdi         | Nicolò Bertolo ✔️ Sindaco | 8 381                | 58,19                | 6 187   | 33,58   | 802                                         | 4,58   | 1     |       |
|                               | Angelo Pignataro          | 6 021                | 41,81                | 3 883   | 21,08   | Lista Civica                                | 1 643  | 9,38  | 3     |
| Alleanza Nazionale            | Angelo Pignataro          | 6 021                | 41,81                | 3 883   | 21,08   | 1 322                                       | 7,55   | 2     |       |
|                               | Salvatore Di Stefano      | Salvatore Di Stefano | Salvatore Di Stefano | 2 991   | 16,24   | Cristiani Democratici Uniti                 | 1 562  | 8,92  | 3     |
| Forza Italia                  | Salvatore Di Stefano      | Salvatore Di Stefano | Salvatore Di Stefano | 2 991   | 16,24   | 1 398                                       | 7,98   | 2     |       |
| Centro Cristiano Democratico  | Salvatore Di Stefano      | Salvatore Di Stefano | Salvatore Di Stefano | 2 991   | 16,24   | 1 157                                       | 6,61   | 2     |       |
|                               | Piero Trovato             | Piero Trovato        | Piero Trovato        | 2 252   | 12,22   | Partito Socialista Democratico Italiano (A) | 1 851  | 10,57 | 3     |
|                               | Angelo D'Acate            | Angelo D'Acate       | Angelo D'Acate       | 1 335   | 7,25    | Partito Popolare Italiano (A)               | 1 623  | 9,27  | 3     |
|                               | Giovanni Caruso           | Giovanni Caruso      | Giovanni Caruso      | 1 291   | 7,01    | Rifondazione Comunista (A)                  | 1 176  | 6,71  | 2     |
|                               | Giuseppe Castro           | Giuseppe Castro      | Giuseppe Castro      | 483     | 2,62    | Movimento Sociale Fiamma Tricolore          | 326    | 1,86  | –     |
| Totale                        | Totale                    | 14 402               | 100                  | 18 422  | 100     |                                             | 17 514 | 100   | 20    |
|                               |                           |                      |                      |         |         |                                             |        |       |       |
| Fonte: Ministero dell'interno |                           |                      |                      |         |         |                                             |        |       |       |

### Belpasso
|                               | Rosario Spina ✔️ Sindaco | 6 805  | 55,39 | Partito Democratico della Sinistra | 1 876  | 16,44 | 4  |  |  |
| Partito Popolare Italiano     | Rosario Spina ✔️ Sindaco | 6 805  | 55,39 | 1 598                              | 14,00  | 3     |    |  |  |
| Sinistra                      | Rosario Spina ✔️ Sindaco | 6 805  | 55,39 | 827                                | 7,25   | 1     |    |  |  |
| Lista Civica                  | Rosario Spina ✔️ Sindaco | 6 805  | 55,39 | 825                                | 7,23   | 1     |    |  |  |
| Rifondazione Comunista        | Rosario Spina ✔️ Sindaco | 6 805  | 55,39 | 465                                | 4,07   | 1     |    |  |  |
|                               | Alfio Papale             | 5 480  | 44,61 | Alleanza Nazionale                 | 1 446  | 12,67 | 3  |  |  |
| Cristiani Democratici Uniti   | Alfio Papale             | 5 480  | 44,61 | 1 069                              | 9,37   | 2     |    |  |  |
| Forza Italia                  | Alfio Papale             | 5 480  | 44,61 | 1 025                              | 8,98   | 2     |    |  |  |
| Centro                        | Alfio Papale             | 5 480  | 44,61 | 917                                | 8,04   | 1     |    |  |  |
| Centro Cristiano Democratico  | Alfio Papale             | 5 480  | 44,61 | 692                                | 6,06   | 1     |    |  |  |
| Centro                        | Alfio Papale             | 5 480  | 44,61 | 672                                | 5,89   | 1     |    |  |  |
| Totale                        | Totale                   | 12 285 | 100   |                                    | 11 412 | 100   | 20 |  |  |
|                               |                          |        |       |                                    |        |       |    |  |  |
| Fonte: Ministero dell'interno |                          |        |       |                                    |        |       |    |  |  |

### Bronte
| Candidati                                   | Candidati                       | II turno       | II turno       | I turno | I turno | Liste                         | Voti   | %     | Seggi |
| Candidati                                   | Candidati                       | Voti           | %              | Voti    | %       | Liste                         | Voti   | %     | Seggi |
| ------------------------------------------- | ------------------------------- | -------------- | -------------- | ------- | ------- | ----------------------------- | ------ | ----- | ----- |
|                                             | Mario Carmelo Zappia ✔️ Sindaco | 9 023          | 100,00         | 5 692   | 48,66   | Zappia per Bronte             | 2 323  | 21,21 | 6     |
| Sinistra Democratica con Zappia             | Mario Carmelo Zappia ✔️ Sindaco | 9 023          | 100,00         | 5 692   | 48,66   | 1 008                         | 9,20   | 2     |       |
|                                             | Franco Catania                  | 0              | 0,00           | 3 753   | 32,09   | Cristiani Democratici Uniti   | 2 425  | 22,14 | 4     |
| Forza Italia                                | Franco Catania                  | 0              | 0,00           | 3 753   | 32,09   | 1 859                         | 16,97  | 3     |       |
| Centro Cristiano Democratico                | Franco Catania                  | 0              | 0,00           | 3 753   | 32,09   | 499                           | 4,56   | –     |       |
| Alleanza Nazionale                          | Franco Catania                  | 0              | 0,00           | 3 753   | 32,09   | 429                           | 3,92   | –     |       |
|                                             | Nunzio Calanna                  | Nunzio Calanna | Nunzio Calanna | 2 252   | 19,25   | Socialisti Brontesi Uniti (A) | 1 038  | 9,48  | 3     |
| Partito Popolare Italiano                   | Nunzio Calanna                  | Nunzio Calanna | Nunzio Calanna | 2 252   | 19,25   | 671                           | 6,13   | 1     |       |
| Alleanza Democratica (A)                    | Nunzio Calanna                  | Nunzio Calanna | Nunzio Calanna | 2 252   | 19,25   | 448                           | 4,09   | 1     |       |
| Partito Socialista Democratico Italiano (A) | Nunzio Calanna                  | Nunzio Calanna | Nunzio Calanna | 2 252   | 19,25   | 253                           | 2,31   | –     |       |
| Totale                                      | Totale                          | 9 023          | 100            | 11 697  | 100     |                               | 10 953 | 100   | 20    |
|                                             |                                 |                |                |         |         |                               |        |       |       |
| Fonte: Ministero dell'interno               |                                 |                |                |         |         |                               |        |       |       |

### Caltagirone
| Candidati                       | Candidati                           | II turno            | II turno            | I turno | I turno | Liste                                    | Voti   | %     | Seggi |
| Candidati                       | Candidati                           | Voti                | %                   | Voti    | %       | Liste                                    | Voti   | %     | Seggi |
| ------------------------------- | ----------------------------------- | ------------------- | ------------------- | ------- | ------- | ---------------------------------------- | ------ | ----- | ----- |
|                                 | Maria Samperi Trapanotto ✔️ Sindaca | 12 025              | 58,30               | 8 330   | 36,82   | Partito Democratico della Sinistra-Altre | 2 252  | 10,75 | 4     |
| Sinistra                        | Maria Samperi Trapanotto ✔️ Sindaca | 12 025              | 58,30               | 8 330   | 36,82   | 2 094                                    | 10,00  | 4     |       |
| Federazione dei Verdi           | Maria Samperi Trapanotto ✔️ Sindaca | 12 025              | 58,30               | 8 330   | 36,82   | 1 346                                    | 6,43   | 2     |       |
| Rifondazione Comunista          | Maria Samperi Trapanotto ✔️ Sindaca | 12 025              | 58,30               | 8 330   | 36,82   | 914                                      | 4,36   | 1     |       |
|                                 | Giovanni Ioppolo                    | 8 602               | 41,70               | 6 134   | 27,12   | Alleanza Nazionale                       | 2 709  | 12,93 | 3     |
| Centro Cristiano Democratico    | Giovanni Ioppolo                    | 8 602               | 41,70               | 6 134   | 27,12   | 1 384                                    | 6,61   | 2     |       |
| Lista Civica                    | Giovanni Ioppolo                    | 8 602               | 41,70               | 6 134   | 27,12   | 1 288                                    | 6,15   | 1     |       |
|                                 | Francesco Navanzino                 | Francesco Navanzino | Francesco Navanzino | 4 265   | 18,85   | Forza Italia (B)                         | 2 927  | 13,97 | 4     |
| Cristiani Democratici Uniti (B) | Francesco Navanzino                 | Francesco Navanzino | Francesco Navanzino | 4 265   | 18,85   | 1 908                                    | 9,11   | 2     |       |
|                                 | Rocco Testa                         | Rocco Testa         | Rocco Testa         | 3 892   | 17,21   | Partito Popolare Italiano (A)            | 4 126  | 19,70 | 7     |
| Totale                          | Totale                              | 20 627              | 100                 | 22 621  | 100     |                                          | 20 948 | 100   | 30    |
|                                 |                                     |                     |                     |         |         |                                          |        |       |       |
| Fonte: Ministero dell'interno   |                                     |                     |                     |         |         |                                          |        |       |       |

### Misterbianco
|                                    | Antonino Di Guardo ✔️ Sindaco | 14 203 | 61,88 | Sinistra                  | 6 099  | 28,20 | 9  |  |  |
| Partito Democratico della Sinistra | Antonino Di Guardo ✔️ Sindaco | 14 203 | 61,88 | 5 755                     | 26,61  | 9     |    |  |  |
|                                    | Paolo Giuseppe Di Caro        | 6 141  | 26,76 | Forza Italia              | 2 766  | 12,79 | 4  |  |  |
| Cristiani Democratici Uniti        | Paolo Giuseppe Di Caro        | 6 141  | 26,76 | 1 590                     | 7,35   | 2     |    |  |  |
| Alleanza Nazionale                 | Paolo Giuseppe Di Caro        | 6 141  | 26,76 | 1 259                     | 5,82   | 1     |    |  |  |
| Centro Cristiano Democratico       | Paolo Giuseppe Di Caro        | 6 141  | 26,76 | 961                       | 4,44   | 1     |    |  |  |
|                                    | Paolo Conti                   | 2 608  | 11,36 | Partito Popolare Italiano | 1 438  | 6,65  | 2  |  |  |
| Lista civica di centro-sinistra    | Paolo Conti                   | 2 608  | 11,36 | 1 059                     | 4,90   | 1     |    |  |  |
| Rifondazione Comunista             | Paolo Conti                   | 2 608  | 11,36 | 697                       | 3,22   | 1     |    |  |  |
| Totale                             | Totale                        | 22 952 | 100   |                           | 21 624 | 100   | 30 |  |  |
|                                    |                               |        |       |                           |        |       |    |  |  |
| Fonte: Ministero dell'interno      |                               |        |       |                           |        |       |    |  |  |

### Paternò
|                                    | Grazia Maria Ligresti ✔️ Sindaca | 15 076 | 52,09 | Lista Civica                       | 3 948  | 14,22 | 5  |  |  |
| La Rete                            | Grazia Maria Ligresti ✔️ Sindaca | 15 076 | 52,09 | 2 719                              | 9,79   | 4     |    |  |  |
| Rinnovamento Italiano              | Grazia Maria Ligresti ✔️ Sindaca | 15 076 | 52,09 | 1 541                              | 5,55   | 2     |    |  |  |
| Alleanza Democratica               | Grazia Maria Ligresti ✔️ Sindaca | 15 076 | 52,09 | 1 217                              | 4,38   | 1     |    |  |  |
| Lista Civica                       | Grazia Maria Ligresti ✔️ Sindaca | 15 076 | 52,09 | 1 146                              | 4,13   | 1     |    |  |  |
| Noi Siciliani                      | Grazia Maria Ligresti ✔️ Sindaca | 15 076 | 52,09 | 336                                | 1,21   | –     |    |  |  |
|                                    | Alfio Rosario Paolo Nicotra      | 4 624  | 15,98 | Forza Italia                       | 3 005  | 10,82 | 4  |  |  |
| Cristiani Democratici Uniti        | Alfio Rosario Paolo Nicotra      | 4 624  | 15,98 | 1 416                              | 5,10   | 1     |    |  |  |
| Lista Civica                       | Alfio Rosario Paolo Nicotra      | 4 624  | 15,98 | 974                                | 3,51   | 1     |    |  |  |
|                                    | Vincenzo Capetta                 | 4 043  | 13,97 | Alleanza Nazionale                 | 2 191  | 7,89  | 3  |  |  |
| Lista Civica                       | Vincenzo Capetta                 | 4 043  | 13,97 | 1 469                              | 5,29   | 2     |    |  |  |
| Centro Cristiano Democratico       | Vincenzo Capetta                 | 4 043  | 13,97 | 1 285                              | 4,63   | 1     |    |  |  |
| Lista Civica                       | Vincenzo Capetta                 | 4 043  | 13,97 | 974                                | 3,51   | 1     |    |  |  |
|                                    | Vincenzo Indelicato              | 3 613  | 12,48 | Partito Popolare Italiano          | 1 877  | 6,76  | 2  |  |  |
| Partito Democratico della Sinistra | Vincenzo Indelicato              | 3 613  | 12,48 | 1 610                              | 5,80   | 2     |    |  |  |
| Rifondazione Comunista             | Vincenzo Indelicato              | 3 613  | 12,48 | 1 310                              | 4,72   | 1     |    |  |  |
|                                    | Nunziato Fiorito                 | 850    | 2,94  | Lista Civica                       | 746    | 2,69  | –  |  |  |
|                                    | Lucia Nunzia Magnano             | 850    | 2,94  | Partito Siciliano d'Azione         | 698    | 2,51  | –  |  |  |
|                                    | Giuseppe Carone                  | 97     | 0,34  | Movimento Sociale Fiamma Tricolore | 92     | 0,33  | –  |  |  |
| Totale                             | Totale                           | 28 944 | 100   |                                    | 27 763 | 100   | 30 |  |  |
|                                    |                                  |        |       |                                    |        |       |    |  |  |
| Fonte: Ministero dell'interno      |                                  |        |       |                                    |        |       |    |  |  |

### Sant'Agata li Battiati
|                               | Gregorio Arena ✔️ Sindaco | 3 159 | 50,15 | Forza Italia | 1 616 | 27,10 | 6  |  |  |
| Alleanza Nazionale            | Gregorio Arena ✔️ Sindaco | 3 159 | 50,15 | 789          | 13,23 | 3     |    |  |  |
| Cristiani Democratici Uniti   | Gregorio Arena ✔️ Sindaco | 3 159 | 50,15 | 610          | 10,23 | 2     |    |  |  |
| Centro Cristiano Democratico  | Gregorio Arena ✔️ Sindaco | 3 159 | 50,15 | 327          | 5,48  | 1     |    |  |  |
|                               | Sebastiano Augusto Motta  | 3 140 | 49,85 | Lista Civica | 1 985 | 33,29 | 6  |  |  |
| Partito Popolare Italiano     | Sebastiano Augusto Motta  | 3 140 | 49,85 | 636          | 10,67 | 2     |    |  |  |
| Totale                        | Totale                    | 6 299 | 100   |              | 5 963 | 100   | 20 |  |  |
|                               |                           |       |       |              |       |       |    |  |  |
| Fonte: Ministero dell'interno |                           |       |       |              |       |       |    |  |  |

### Scordia
|                                 | Salvatore Milluzzo ✔️ Sindaco | 6 010  | 58,28 | Partito Democratico della Sinistra | 1 766 | 18,47 | 6  |  |  |
| Rifondazione Comunista          | Salvatore Milluzzo ✔️ Sindaco | 6 010  | 58,28 | 1 098                              | 11,48 | 3     |    |  |  |
| Lista civica di centro-sinistra | Salvatore Milluzzo ✔️ Sindaco | 6 010  | 58,28 | 774                                | 8,09  | 2     |    |  |  |
| Federazione Laburista           | Salvatore Milluzzo ✔️ Sindaco | 6 010  | 58,28 | 561                                | 5,87  | 1     |    |  |  |
|                                 | Nicolò Frazzetto              | 2 144  | 20,79 | Forza Italia                       | 1 196 | 12,51 | 2  |  |  |
| Centro Cristiano Democratico    | Nicolò Frazzetto              | 2 144  | 20,79 | 675                                | 7,06  | 1     |    |  |  |
| Alleanza Nazionale              | Nicolò Frazzetto              | 2 144  | 20,79 | 521                                | 5,45  | 1     |    |  |  |
| Cristiani Democratici Uniti     | Nicolò Frazzetto              | 2 144  | 20,79 | 461                                | 4,82  | 1     |    |  |  |
|                                 | Carmelo Bellò                 | 1 839  | 17,83 | Partito Popolare Italiano          | 882   | 9,22  | 1  |  |  |
| Partito Socialista              | Carmelo Bellò                 | 1 839  | 17,83 | 658                                | 6,88  | 1     |    |  |  |
| Lista Civica                    | Carmelo Bellò                 | 1 839  | 17,83 | 617                                | 6,45  | 1     |    |  |  |
| Lista Civica                    | Carmelo Bellò                 | 1 839  | 17,83 | 86                                 | 0,90  | –     |    |  |  |
|                                 | Gaetano Barchitta             | 320    | 3,10  | Federazione dei Verdi              | 269   | 2,81  | –  |  |  |
| Totale                          | Totale                        | 10 313 | 100   |                                    | 9 564 | 100   | 20 |  |  |
|                                 |                               |        |       |                                    |       |       |    |  |  |
| Fonte: Ministero dell'interno   |                               |        |       |                                    |       |       |    |  |  |

## Provincia regionale di Enna

### Barrafranca
| Candidati                       | Candidati                            | II turno        | II turno        | I turno | I turno | Liste                              | Voti  | %     | Seggi |
| Candidati                       | Candidati                            | Voti            | %               | Voti    | %       | Liste                              | Voti  | %     | Seggi |
| ------------------------------- | ------------------------------------ | --------------- | --------------- | ------- | ------- | ---------------------------------- | ----- | ----- | ----- |
|                                 | Giuseppe Salvatore Marchì ✔️ Sindaco | 4 228           | 51,77           | 3 752   | 42,38   | Forza Italia                       | 1 933 | 22,30 | 7     |
| Cristiani Democratici Uniti     | Giuseppe Salvatore Marchì ✔️ Sindaco | 4 228           | 51,77           | 3 752   | 42,38   | 507                                | 5,85  | 2     |       |
| Partito Socialista              | Giuseppe Salvatore Marchì ✔️ Sindaco | 4 228           | 51,77           | 3 752   | 42,38   | 427                                | 4,93  | 1     |       |
| Centro Cristiano Democratico    | Giuseppe Salvatore Marchì ✔️ Sindaco | 4 228           | 51,77           | 3 752   | 42,38   | 418                                | 4,82  | 1     |       |
| Alleanza Nazionale              | Giuseppe Salvatore Marchì ✔️ Sindaco | 4 228           | 51,77           | 3 752   | 42,38   | 417                                | 4,81  | 1     |       |
|                                 | Salvatore Giuseppe Ferrigno          | 3 939           | 48,23           | 3 399   | 38,39   | Partito Democratico della Sinistra | 1 383 | 15,96 | 3     |
| Partito Popolare Italiano       | Salvatore Giuseppe Ferrigno          | 3 939           | 48,23           | 3 399   | 38,39   | 1 328                              | 15,32 | 2     |       |
| Lista civica di centro-sinistra | Salvatore Giuseppe Ferrigno          | 3 939           | 48,23           | 3 399   | 38,39   | 940                                | 10,84 | 2     |       |
|                                 | Gaetano Giunta                       | Gaetano Giunta  | Gaetano Giunta  | 1 393   | 15,73   | Rifondazione Comunista             | 1 073 | 12,38 | 1     |
|                                 | Sebastiano Lupo                      | Sebastiano Lupo | Sebastiano Lupo | 309     | 3,49    | Lista Civica (A)                   | 242   | 2,79  | –     |
| Totale                          | Totale                               | 8 167           | 100             | 8 853   | 100     |                                    | 8 668 | 100   | 20    |
|                                 |                                      |                 |                 |         |         |                                    |       |       |       |
| Fonte: Ministero dell'interno   |                                      |                 |                 |         |         |                                    |       |       |       |

### Leonforte
| Candidati                                 | Candidati               | II turno         | II turno         | I turno | I turno | Liste                              | Voti  | %     | Seggi |
| Candidati                                 | Candidati               | Voti             | %                | Voti    | %       | Liste                              | Voti  | %     | Seggi |
| ----------------------------------------- | ----------------------- | ---------------- | ---------------- | ------- | ------- | ---------------------------------- | ----- | ----- | ----- |
|                                           | Vito Manuele ✔️ Sindaco | 4 889            | 60,88            | 2 652   | 30,45   | La Rete-Altri                      | 925   | 11,11 | 3     |
| Rifondazione Comunista                    | Vito Manuele ✔️ Sindaco | 4 889            | 60,88            | 2 652   | 30,45   | 567                                | 6,81  | 1     |       |
|                                           | Antonino Di Leonforte   | 3 142            | 39,12            | 3 095   | 35,54   | Partito Democratico della Sinistra | 2 333 | 28,02 | 6     |
| Partito Popolare Italiano                 | Antonino Di Leonforte   | 3 142            | 39,12            | 3 095   | 35,54   | 1 022                              | 12,27 | 3     |       |
| L'Ulivo                                   | Antonino Di Leonforte   | 3 142            | 39,12            | 3 095   | 35,54   | 608                                | 7,30  | 1     |       |
|                                           | Aldo Longo              | Aldo Longo       | Aldo Longo       | 2 390   | 27,44   | Centro                             | 1 000 | 12,01 | 2     |
| Alleanza Nazionale                        | Aldo Longo              | Aldo Longo       | Aldo Longo       | 2 390   | 27,44   | 772                                | 9,27  | 2     |       |
| Forza Italia-Centro Cristiano Democratico | Aldo Longo              | Aldo Longo       | Aldo Longo       | 2 390   | 27,44   | 462                                | 5,55  | 1     |       |
|                                           | Salvatore Stella        | Salvatore Stella | Salvatore Stella | 373     | 4,28    | Partito Socialista (A)             | 496   | 5,96  | 1     |
|                                           | Cataldo Pecora          | Cataldo Pecora   | Cataldo Pecora   | 199     | 2,28    | Cristiani Democratici Uniti        | 141   | 1,69  | –     |
| Totale                                    | Totale                  | 8 031            | 100              | 8 709   | 100     |                                    | 8 326 | 100   | 20    |
|                                           |                         |                  |                  |         |         |                                    |       |       |       |
| Fonte: Ministero dell'interno             |                         |                  |                  |         |         |                                    |       |       |       |

### Nicosia
|                               | Piergiacomo La Via ✔️ Sindaco | 5 957  | 59,12 | Partito Democratico della Sinistra | 2 277 | 23,53 | 5  |  |  |
| Partito Popolare Italiano     | Piergiacomo La Via ✔️ Sindaco | 5 957  | 59,12 | 1 174                              | 12,13 | 3     |    |  |  |
| Lista Civica                  | Piergiacomo La Via ✔️ Sindaco | 5 957  | 59,12 | 1 027                              | 10,61 | 2     |    |  |  |
| Lista Civica                  | Piergiacomo La Via ✔️ Sindaco | 5 957  | 59,12 | 1 008                              | 10,42 | 2     |    |  |  |
|                               | Giuseppe D'Alio               | 3 080  | 30,57 | Forza Italia-Alleanza Nazionale    | 1 266 | 13,08 | 3  |  |  |
| Cristiani Democratici Uniti   | Giuseppe D'Alio               | 3 080  | 30,57 | 868                                | 8,97  | 2     |    |  |  |
| Centro Cristiano Democratico  | Giuseppe D'Alio               | 3 080  | 30,57 | 797                                | 8,24  | 1     |    |  |  |
| Lista Civica                  | Giuseppe D'Alio               | 3 080  | 30,57 | 512                                | 5,29  | 1     |    |  |  |
|                               | Simone La Giglia              | 1 039  | 10,31 | Lista Civica                       | 747   | 7,72  | 1  |  |  |
| Totale                        | Totale                        | 10 076 | 100   |                                    | 9 676 | 100   | 20 |  |  |
|                               |                               |        |       |                                    |       |       |    |  |  |
| Fonte: Ministero dell'interno |                               |        |       |                                    |       |       |    |  |  |

### Piazza Armerina
| Candidati                                                | Candidati                              | II turno                    | II turno                    | I turno | I turno | Liste                     | Voti   | %     | Seggi |
| Candidati                                                | Candidati                              | Voti                        | %                           | Voti    | %       | Liste                     | Voti   | %     | Seggi |
| -------------------------------------------------------- | -------------------------------------- | --------------------------- | --------------------------- | ------- | ------- | ------------------------- | ------ | ----- | ----- |
|                                                          | Fulvio Salvatore Sottosanti ✔️ Sindaco | 6 795                       | 56,32                       | 4 601   | 34,59   | Alleanza Nazionale        | 2 960  | 23,28 | 10    |
| Lista Civica                                             | Fulvio Salvatore Sottosanti ✔️ Sindaco | 6 795                       | 56,32                       | 4 601   | 34,59   | 629                       | 4,95   | 2     |       |
|                                                          | Ivan Giuseppe Velardita                | 5 269                       | 43,68                       | 5 670   | 42,63   | Partito Popolare Italiano | 2 449  | 19,26 | 3     |
| Partito Democratico della Sinistra-Altre                 | Ivan Giuseppe Velardita                | 5 269                       | 43,68                       | 5 670   | 42,63   | 2 258                     | 17,76  | 2     |       |
| Lista civica di centro-sinistra                          | Ivan Giuseppe Velardita                | 5 269                       | 43,68                       | 5 670   | 42,63   | 494                       | 3,88   | –     |       |
| Rinnovamento Italiano                                    | Ivan Giuseppe Velardita                | 5 269                       | 43,68                       | 5 670   | 42,63   | 473                       | 3,72   | –     |       |
|                                                          | Rosario Ettore Italo Politi            | Rosario Ettore Italo Politi | Rosario Ettore Italo Politi | 2 785   | 20,94   | Forza Italia              | 2 051  | 16,13 | 2     |
| Centro Cristiano Democratico-Cristiani Democratici Uniti | Rosario Ettore Italo Politi            | Rosario Ettore Italo Politi | Rosario Ettore Italo Politi | 2 785   | 20,94   | 1 106                     | 8,70   | 1     |       |
|                                                          | Giuseppe Cascino                       | Giuseppe Cascino            | Giuseppe Cascino            | 244     | 1,83    | La Rete                   | 296    | 2,33  | –     |
| Totale                                                   | Totale                                 | 12 064                      | 100                         | 13 300  | 100     |                           | 12 716 | 100   | 20    |
|                                                          |                                        |                             |                             |         |         |                           |        |       |       |
| Fonte: Ministero dell'interno                            |                                        |                             |                             |         |         |                           |        |       |       |

## Provincia regionale di Messina

### Milazzo
|                               | Carmelo Pino ✔️ Sindaco    | 11 697 | 55,84 | Forza Italia                                              | 3 876  | 19,08 | 7  |  |  |
| Alleanza Nazionale            | Carmelo Pino ✔️ Sindaco    | 11 697 | 55,84 | 3 240                                                     | 15,95  | 6     |    |  |  |
| Cristiani Democratici Uniti   | Carmelo Pino ✔️ Sindaco    | 11 697 | 55,84 | 2 629                                                     | 12,94  | 5     |    |  |  |
|                               | Stefano Cartesio           | 2 813  | 13,43 | Partito Popolare Italiano                                 | 1 242  | 6,11  | 2  |  |  |
| Rinnovamento Italiano         | Stefano Cartesio           | 2 813  | 13,43 | 1 074                                                     | 5,29   | 1     |    |  |  |
| Socialisti Italiani           | Stefano Cartesio           | 2 813  | 13,43 | 658                                                       | 3,24   | 1     |    |  |  |
|                               | Andrea Greco               | 2 796  | 13,35 | Lista Civica                                              | 1 570  | 7,73  | 2  |  |  |
| Lista Civica                  | Andrea Greco               | 2 796  | 13,35 | 243                                                       | 1,20   | –     |    |  |  |
|                               | Antonino Cusumano          | 1 892  | 9,03  | Centro Cristiano Democratico                              | 3 428  | 16,88 | 4  |  |  |
|                               | Filippo Umberto Santamaria | 1 407  | 6,72  | Partito Democratico della Sinistra-Rifondazione Comunista | 1 810  | 8,91  | 2  |  |  |
|                               | Giovanni Pergolizzi        | 344    | 1,64  | Lista Civica                                              | 544    | 2,68  | –  |  |  |
| Totale                        | Totale                     | 20 949 | 100   |                                                           | 20 314 | 100   | 30 |  |  |
|                               |                            |        |       |                                                           |        |       |    |  |  |
| Fonte: Ministero dell'interno |                            |        |       |                                                           |        |       |    |  |  |

### Patti
| Candidati                     | Candidati                  | II turno         | II turno         | I turno | I turno | Liste                              | Voti  | %     | Seggi |
| Candidati                     | Candidati                  | Voti             | %                | Voti    | %       | Liste                              | Voti  | %     | Seggi |
| ----------------------------- | -------------------------- | ---------------- | ---------------- | ------- | ------- | ---------------------------------- | ----- | ----- | ----- |
|                               | Salvatore Olivo ✔️ Sindaco | 4 326            | 50,88            | 3 568   | 40,15   | Partito Democratico della Sinistra | 1 426 | 16,36 | 4     |
| Partito Popolare Italiano     | Salvatore Olivo ✔️ Sindaco | 4 326            | 50,88            | 3 568   | 40,15   | 1 008                              | 11,56 | 2     |       |
| Rifondazione Comunista        | Salvatore Olivo ✔️ Sindaco | 4 326            | 50,88            | 3 568   | 40,15   | 330                                | 3,79  | –     |       |
|                               | Lucio Melita               | 3 876            | 45,59            | 3 619   | 40,73   | Cristiani Democratici Uniti        | 1 287 | 14,76 | 3     |
| Forza Italia                  | Lucio Melita               | 3 876            | 45,59            | 3 619   | 40,73   | 1 166                              | 13,38 | 3     |       |
| Alleanza Nazionale            | Lucio Melita               | 3 876            | 45,59            | 3 619   | 40,73   | 1 125                              | 12,91 | 2     |       |
| Centro Cristiano Democratico  | Lucio Melita               | 3 876            | 45,59            | 3 619   | 40,73   | 886                                | 10,16 | 2     |       |
|                               | Francesco Cimino           | Francesco Cimino | Francesco Cimino | 1 699   | 19,12   | Lista Civica (A)                   | 1 489 | 17,08 | 4     |
| Totale                        | Totale                     | 8 502            | 100              | 8 886   | 100     |                                    | 8 717 | 100   | 20    |
|                               |                            |                  |                  |         |         |                                    |       |       |       |
| Fonte: Ministero dell'interno |                            |                  |                  |         |         |                                    |       |       |       |

### Sant'Agata di Militello
| Candidati                     | Candidati                   | II turno                    | II turno                    | I turno | I turno | Liste                     | Voti  | %     | Seggi |
| Candidati                     | Candidati                   | Voti                        | %                           | Voti    | %       | Liste                     | Voti  | %     | Seggi |
| ----------------------------- | --------------------------- | --------------------------- | --------------------------- | ------- | ------- | ------------------------- | ----- | ----- | ----- |
|                               | Vincenzo Lo Re ✔️ Sindaco   | 4 336                       | 54,75                       | 3 127   | 36,66   | Lista Civica              | 2 923 | 34,79 | 12    |
|                               | Gaetano Brancatelli         | 3 583                       | 45,25                       | 2 502   | 29,33   | Partito Popolare Italiano | 2 548 | 30,32 | 4     |
|                               | Fabio Maria Leone           | Fabio Maria Leone           | Fabio Maria Leone           | 1 918   | 22,49   | Lista Civica              | 1 820 | 21,66 | 3     |
|                               | Salvatore Giuseppe Sapienza | Salvatore Giuseppe Sapienza | Salvatore Giuseppe Sapienza | 983     | 11,52   | Alleanza Nazionale        | 1 112 | 13,23 | 1     |
| Totale                        | Totale                      | 7 919                       | 100                         | 8 530   | 100     |                           | 8 403 | 100   | 20    |
|                               |                             |                             |                             |         |         |                           |       |       |       |
| Fonte: Ministero dell'interno |                             |                             |                             |         |         |                           |       |       |       |

### Taormina
|                               | Mario Bolognari ✔️ Sindaco | 3 929 | 55,63 | Lista Civica | 1 435 | 20,93 | 4  |  |  |
| Lista Civica                  | Mario Bolognari ✔️ Sindaco | 3 929 | 55,63 | 1 158        | 16,89 | 4     |    |  |  |
| Rinnovamento Italiano         | Mario Bolognari ✔️ Sindaco | 3 929 | 55,63 | 800          | 11,67 | 2     |    |  |  |
| Partito Popolare Italiano     | Mario Bolognari ✔️ Sindaco | 3 929 | 55,63 | 633          | 9,23  | 2     |    |  |  |
|                               | Mauro Passalacqua          | 2 570 | 36,39 | Forza Italia | 961   | 14,02 | 3  |  |  |
| Centro Cristiano Democratico  | Mauro Passalacqua          | 2 570 | 36,39 | 863          | 12,59 | 3     |    |  |  |
| Alleanza Nazionale            | Mauro Passalacqua          | 2 570 | 36,39 | 697          | 10,17 | 2     |    |  |  |
|                               | Cesare Restuccia           | 564   | 7,99  | Lista Civica | 308   | 4,49  | –  |  |  |
| Totale                        | Totale                     | 7 063 | 100   |              | 6 855 | 100   | 20 |  |  |
|                               |                            |       |       |              |       |       |    |  |  |
| Fonte: Ministero dell'interno |                            |       |       |              |       |       |    |  |  |

## Provincia regionale di Ragusa

### Modica
| Candidati                     | Candidati                     | II turno                   | II turno                   | I turno | I turno | Liste                              | Voti   | %     | Seggi |
| Candidati                     | Candidati                     | Voti                       | %                          | Voti    | %       | Liste                              | Voti   | %     | Seggi |
| ----------------------------- | ----------------------------- | -------------------------- | -------------------------- | ------- | ------- | ---------------------------------- | ------ | ----- | ----- |
|                               | Carmelo Mario Ruta ✔️ Sindaco | 16 486                     | 56,63                      | 13 543  | 43,16   | Partito Democratico della Sinistra | 4 071  | 13,86 | 5     |
| Partito Popolare Italiano     | Carmelo Mario Ruta ✔️ Sindaco | 16 486                     | 56,63                      | 13 543  | 43,16   | 3 568                              | 12,15  | 4     |       |
| Lista Civica                  | Carmelo Mario Ruta ✔️ Sindaco | 16 486                     | 56,63                      | 13 543  | 43,16   | 3 051                              | 10,39  | 3     |       |
| Rifondazione Comunista        | Carmelo Mario Ruta ✔️ Sindaco | 16 486                     | 56,63                      | 13 543  | 43,16   | 1 445                              | 4,92   | 1     |       |
|                               | Giovanni Frasca               | 12 624                     | 43,37                      | 8 419   | 26,83   | Centro Cristiano Democratico       | 7 020  | 23,90 | 8     |
| Alleanza Nazionale            | Giovanni Frasca               | 12 624                     | 43,37                      | 8 419   | 26,83   | 1 111                              | 3,78   | 1     |       |
| Cristiani Democratici Uniti   | Giovanni Frasca               | 12 624                     | 43,37                      | 8 419   | 26,83   | 1 102                              | 3,75   | 1     |       |
|                               | Antonino Scivoletto           | Antonino Scivoletto        | Antonino Scivoletto        | 3 928   | 12,52   | Forza Italia (A)                   | 4 052  | 13,80 | 5     |
|                               | Carmelo Carpentieri           | Carmelo Carpentieri        | Carmelo Carpentieri        | 2 212   | 7,05    | Lista Civica (A)                   | 1 605  | 5,46  | 1     |
|                               | Francesco Mario Pitino        | Francesco Mario Pitino     | Francesco Mario Pitino     | 1 986   | 6,33    | Lista Civica (A)                   | 1 477  | 5,03  | 1     |
|                               | Giuseppe Giannone Malavita    | Giuseppe Giannone Malavita | Giuseppe Giannone Malavita | 1 292   | 4,12    | Lista Civica                       | 867    | 2,95  | –     |
| Totale                        | Totale                        | 29 110                     | 100                        | 31 380  | 100     |                                    | 29 369 | 100   | 30    |
|                               |                               |                            |                            |         |         |                                    |        |       |       |
| Fonte: Ministero dell'interno |                               |                            |                            |         |         |                                    |        |       |       |

### Pozzallo
| Candidati                     | Candidati                   | II turno           | II turno           | I turno | I turno | Liste                              | Voti  | %     | Seggi |
| Candidati                     | Candidati                   | Voti               | %                  | Voti    | %       | Liste                              | Voti  | %     | Seggi |
| ----------------------------- | --------------------------- | ------------------ | ------------------ | ------- | ------- | ---------------------------------- | ----- | ----- | ----- |
|                               | Roberto Ammatuna ✔️ Sindaco | 5 598              | 56,89              | 4 147   | 40,34   | Partito Democratico della Sinistra | 943   | 9,85  | 3     |
| Partito Popolare Italiano     | Roberto Ammatuna ✔️ Sindaco | 5 598              | 56,89              | 4 147   | 40,34   | 855                                | 8,93  | 2     |       |
| Lista Civica                  | Roberto Ammatuna ✔️ Sindaco | 5 598              | 56,89              | 4 147   | 40,34   | 839                                | 8,76  | 2     |       |
| Federazione dei Verdi         | Roberto Ammatuna ✔️ Sindaco | 5 598              | 56,89              | 4 147   | 40,34   | 646                                | 6,75  | 2     |       |
|                               | Concetta Vindigni           | 4 242              | 43,11              | 3 846   | 37,41   | Centro Cristiano Democratico       | 1 903 | 19,88 | 3     |
| Forza Italia                  | Concetta Vindigni           | 4 242              | 43,11              | 3 846   | 37,41   | 1 112                              | 11,62 | 2     |       |
| Lista Civica                  | Concetta Vindigni           | 4 242              | 43,11              | 3 846   | 37,41   | 852                                | 8,90  | 1     |       |
| Alleanza Nazionale            | Concetta Vindigni           | 4 242              | 43,11              | 3 846   | 37,41   | 576                                | 6,02  | 1     |       |
|                               | Luigi Ammatuna              | Luigi Ammatuna     | Luigi Ammatuna     | 1 931   | 18,78   | Cristiani Democratici Uniti (A)    | 746   | 7,79  | 2     |
| Lista Civica (A)              | Luigi Ammatuna              | Luigi Ammatuna     | Luigi Ammatuna     | 1 931   | 18,78   | 451                                | 4,71  | 1     |       |
|                               | Clemente Gugliotta          | Clemente Gugliotta | Clemente Gugliotta | 268     | 2,61    | Socialisti Italiani Uniti          | 569   | 5,94  | 1     |
|                               | Paolo Fugali                | Paolo Fugali       | Paolo Fugali       | 88      | 0,86    | Lista Autonomista                  | 81    | 0,85  | –     |
| Totale                        | Totale                      | 9 840              | 100                | 10 280  | 100     |                                    | 9 573 | 100   | 20    |
|                               |                             |                    |                    |         |         |                                    |       |       |       |
| Fonte: Ministero dell'interno |                             |                    |                    |         |         |                                    |       |       |       |

### Vittoria
|                                 | Francesco Aiello ✔️ Sindaco | 19 594 | 71,21 | Partito Democratico della Sinistra | 5 963  | 24,67 | 8  |  |  |
| Lista civica di Centro-sinistra | Francesco Aiello ✔️ Sindaco | 19 594 | 71,21 | 5 417                              | 22,41  | 8     |    |  |  |
| Lista civica di Centro-sinistra | Francesco Aiello ✔️ Sindaco | 19 594 | 71,21 | 2 581                              | 10,68  | 3     |    |  |  |
| Lista Civica                    | Francesco Aiello ✔️ Sindaco | 19 594 | 71,21 | 1 581                              | 6,54   | 2     |    |  |  |
| Partito Popolare Italiano       | Francesco Aiello ✔️ Sindaco | 19 594 | 71,21 | 1 207                              | 4,99   | 1     |    |  |  |
|                                 | Luigi Marchi                | 3 616  | 13,14 | Alleanza Nazionale                 | 1 635  | 6,76  | 2  |  |  |
| Centro Cristiano Democratico    | Luigi Marchi                | 3 616  | 13,14 | 1 264                              | 5,23   | 2     |    |  |  |
| Cristiani Democratici Uniti     | Luigi Marchi                | 3 616  | 13,14 | 743                                | 3,07   | 1     |    |  |  |
|                                 | Riccardo Terranova          | 1 697  | 6,17  | Forza Italia                       | 1 456  | 6,02  | 1  |  |  |
|                                 | Giovanni Ficicchia          | 1 292  | 4,70  | Rifondazione Comunista             | 1 112  | 4,60  | 1  |  |  |
|                                 | Enrico Di Martino           | 814    | 2,96  | Lista Civica                       | 811    | 3,35  | 1  |  |  |
|                                 | Valentino Sperlino          | 502    | 1,82  | Lista Autonomista                  | 405    | 1,68  | –  |  |  |
| Totale                          | Totale                      | 27 515 | 100   |                                    | 24 175 | 100   | 30 |  |  |
|                                 |                             |        |       |                                    |        |       |    |  |  |
| Fonte: Ministero dell'interno   |                             |        |       |                                    |        |       |    |  |  |

## Provincia regionale di Siracusa

### Avola
| Candidati                     | Candidati                  | II turno            | II turno            | I turno | I turno | Liste                              | Voti   | %     | Seggi |
| Candidati                     | Candidati                  | Voti                | %                   | Voti    | %       | Liste                              | Voti   | %     | Seggi |
| ----------------------------- | -------------------------- | ------------------- | ------------------- | ------- | ------- | ---------------------------------- | ------ | ----- | ----- |
|                               | Gaetano Cancemi ✔️ Sindaco | 8 352               | 56,84               | 8 371   | 43,93   | Partito Democratico della Sinistra | 3 175  | 17,43 | 6     |
| Partito Popolare Italiano     | Gaetano Cancemi ✔️ Sindaco | 8 352               | 56,84               | 8 371   | 43,93   | 1 804                              | 9,91   | 3     |       |
| Rinnovamento Italiano         | Gaetano Cancemi ✔️ Sindaco | 8 352               | 56,84               | 8 371   | 43,93   | 1 633                              | 8,97   | 3     |       |
| Rifondazione Comunista        | Gaetano Cancemi ✔️ Sindaco | 8 352               | 56,84               | 8 371   | 43,93   | 553                                | 3,04   | 1     |       |
| La Rete                       | Gaetano Cancemi ✔️ Sindaco | 8 352               | 56,84               | 8 371   | 43,93   | 405                                | 2,22   | –     |       |
|                               | Mariano Ferro              | 6 341               | 43,16               | 4 876   | 25,59   | Alleanza Nazionale                 | 2 304  | 12,65 | 4     |
| Forza Italia-Altri            | Mariano Ferro              | 6 341               | 43,16               | 4 876   | 25,59   | 1 907                              | 10,47  | 3     |       |
| Cristiani Democratici Uniti   | Mariano Ferro              | 6 341               | 43,16               | 4 876   | 25,59   | 621                                | 3,41   | 1     |       |
|                               | Salvatore Magro            | Salvatore Magro     | Salvatore Magro     | 4 694   | 24,63   | Centro Cristiano Democratico (A)   | 4 909  | 26,95 | 9     |
|                               | Giuseppe Caldarella        | Giuseppe Caldarella | Giuseppe Caldarella | 817     | 4,29    | Partito Socialista (A)             | 509    | 2,79  | –     |
|                               | Carmelo Carnemolla         | Carmelo Carnemolla  | Carmelo Carnemolla  | 298     | 1,56    | Lista civica di centro-sinistra    | 393    | 2,16  | –     |
| Totale                        | Totale                     | 14 693              | 100                 | 19 056  | 100     |                                    | 18 213 | 100   | 30    |
|                               |                            |                     |                     |         |         |                                    |        |       |       |
| Fonte: Ministero dell'interno |                            |                     |                     |         |         |                                    |        |       |       |

### Carlentini
| Candidati                       | Candidati                  | II turno          | II turno          | I turno | I turno | Liste                              | Voti  | %     | Seggi |
| Candidati                       | Candidati                  | Voti              | %                 | Voti    | %       | Liste                              | Voti  | %     | Seggi |
| ------------------------------- | -------------------------- | ----------------- | ----------------- | ------- | ------- | ---------------------------------- | ----- | ----- | ----- |
|                                 | Giovanni Liuzzo ✔️ Sindaco | 4 368             | 51,24             | 3 491   | 33,95   | Partito Democratico della Sinistra | 1 796 | 18,71 | 7     |
| Rinnovamento Italiano           | Giovanni Liuzzo ✔️ Sindaco | 4 368             | 51,24             | 3 491   | 33,95   | 748                                | 7,79  | 2     |       |
| Partito Popolare Italiano       | Giovanni Liuzzo ✔️ Sindaco | 4 368             | 51,24             | 3 491   | 33,95   | 641                                | 6,68  | 2     |       |
| Lista civica di centro-sinistra | Giovanni Liuzzo ✔️ Sindaco | 4 368             | 51,24             | 3 491   | 33,95   | 393                                | 4,09  | 1     |       |
| Federazione dei Verdi           | Giovanni Liuzzo ✔️ Sindaco | 4 368             | 51,24             | 3 491   | 33,95   | 83                                 | 0,86  | –     |       |
|                                 | Mario Battaglia            | 4 157             | 48,76             | 2 436   | 23,69   | Uniti per Carlentini               | 1 570 | 16,35 | 3     |
| Partito Socialista              | Mario Battaglia            | 4 157             | 48,76             | 2 436   | 23,69   | 376                                | 3,92  | –     |       |
|                                 | Cino Anzalone              | Cino Anzalone     | Cino Anzalone     | 2 268   | 22,06   | Alleanza Nazionale                 | 756   | 7,87  | 1     |
| Cristiani Democratici Uniti     | Cino Anzalone              | Cino Anzalone     | Cino Anzalone     | 2 268   | 22,06   | 671                                | 6,99  | 1     |       |
| Forza Italia                    | Cino Anzalone              | Cino Anzalone     | Cino Anzalone     | 2 268   | 22,06   | 433                                | 4,51  | 1     |       |
| Centro Cristiano Democratico    | Cino Anzalone              | Cino Anzalone     | Cino Anzalone     | 2 268   | 22,06   | 330                                | 3,44  | –     |       |
|                                 | Angelo Carveni             | Angelo Carveni    | Angelo Carveni    | 1 699   | 16,52   | La Rete (A)                        | 1 370 | 14,27 | 2     |
|                                 | Salvatore Guzzone          | Salvatore Guzzone | Salvatore Guzzone | 388     | 3,77    | Rifondazione Comunista-Altre       | 434   | 4,52  | –     |
| Totale                          | Totale                     | 8 525             | 100               | 10 282  | 100     |                                    | 9 601 | 100   | 20    |
|                                 |                            |                   |                   |         |         |                                    |       |       |       |
| Fonte: Ministero dell'interno   |                            |                   |                   |         |         |                                    |       |       |       |

### Floridia
|                                                          | Egidio Ortisi ✔️ Sindaco | 8 223  | 65,56 | Lista Civica                    | 3 453  | 28,41 | 7  |  |  |
| Partito Democratico della Sinistra-Federazione dei Verdi | Egidio Ortisi ✔️ Sindaco | 8 223  | 65,56 | 2 288                           | 18,82  | 4     |    |  |  |
| Partito Popolare Italiano                                | Egidio Ortisi ✔️ Sindaco | 8 223  | 65,56 | 1 008                           | 8,29   | 2     |    |  |  |
| Partito Repubblicano Italiano                            | Egidio Ortisi ✔️ Sindaco | 8 223  | 65,56 | 460                             | 3,78   | –     |    |  |  |
| Rifondazione Comunista                                   | Egidio Ortisi ✔️ Sindaco | 8 223  | 65,56 | 210                             | 1,73   | –     |    |  |  |
|                                                          | Giuseppe Valenti         | 3 171  | 25,28 | Forza Italia                    | 1 594  | 13,11 | 3  |  |  |
| Cristiani Democratici Uniti                              | Giuseppe Valenti         | 3 171  | 25,28 | 825                             | 6,79   | 1     |    |  |  |
| Alleanza Nazionale                                       | Giuseppe Valenti         | 3 171  | 25,28 | 642                             | 5,28   | 1     |    |  |  |
| Centro Cristiano Democratico                             | Giuseppe Valenti         | 3 171  | 25,28 | 625                             | 5,14   | 1     |    |  |  |
|                                                          | Giovanna Santacroce      | 1 149  | 9,16  | Lista civica di centro-sinistra | 1 051  | 8,65  | 1  |  |  |
| Totale                                                   | Totale                   | 12 543 | 100   |                                 | 12 156 | 100   | 20 |  |  |
|                                                          |                          |        |       |                                 |        |       |    |  |  |
| Fonte: Ministero dell'interno                            |                          |        |       |                                 |        |       |    |  |  |

### Lentini
| Candidati                       | Candidati                  | II turno            | II turno            | I turno | I turno | Liste                               | Voti   | %     | Seggi |
| Candidati                       | Candidati                  | Voti                | %                   | Voti    | %       | Liste                               | Voti   | %     | Seggi |
| ------------------------------- | -------------------------- | ------------------- | ------------------- | ------- | ------- | ----------------------------------- | ------ | ----- | ----- |
|                                 | Salvatore Raiti ✔️ Sindaco | 7 620               | 61,25               | 4 922   | 32,24   | Partito Democratico della Sinistra  | 2 319  | 16,34 | 5     |
| Socialisti Italiani             | Salvatore Raiti ✔️ Sindaco | 7 620               | 61,25               | 4 922   | 32,24   | 840                                 | 5,92   | 2     |       |
| Mani Pulite                     | Salvatore Raiti ✔️ Sindaco | 7 620               | 61,25               | 4 922   | 32,24   | 655                                 | 4,62   | 1     |       |
| Federazione dei Verdi           | Salvatore Raiti ✔️ Sindaco | 7 620               | 61,25               | 4 922   | 32,24   | 169                                 | 1,19   | –     |       |
|                                 | Mario Bosco                | 4 820               | 38,75               | 3 610   | 23,65   | Rifondazione Comunista              | 958    | 6,75  | 1     |
| Lista civica di centro-sinistra | Mario Bosco                | 4 820               | 38,75               | 3 610   | 23,65   | 924                                 | 6,51   | 1     |       |
| Lista Civica                    | Mario Bosco                | 4 820               | 38,75               | 3 610   | 23,65   | 636                                 | 4,48   | 1     |       |
| Amare Pulire-La Rete            | Mario Bosco                | 4 820               | 38,75               | 3 610   | 23,65   | 609                                 | 4,29   | 1     |       |
| Rinnovamento Italiano           | Mario Bosco                | 4 820               | 38,75               | 3 610   | 23,65   | 605                                 | 4,26   | 1     |       |
|                                 | Salvatore Chiarenza        | Salvatore Chiarenza | Salvatore Chiarenza | 1 833   | 12,01   | Forza Italia                        | 1 149  | 8,10  | 1     |
| Alleanza Nazionale              | Salvatore Chiarenza        | Salvatore Chiarenza | Salvatore Chiarenza | 1 833   | 12,01   | 650                                 | 4,58   | 1     |       |
|                                 | Agostino Guercio           | Agostino Guercio    | Agostino Guercio    | 1 112   | 7,28    | Lista civica di centro-sinistra (B) | 1 015  | 7,15  | 1     |
|                                 | Giuseppe La Rocca          | Giuseppe La Rocca   | Giuseppe La Rocca   | 1 091   | 7,15    | Partito Popolare Italiano (A)       | 1 561  | 11,00 | 3     |
|                                 | Luigi Messina              | Luigi Messina       | Luigi Messina       | 1 029   | 6,74    | Cristiani Democratici Uniti         | 437    | 3,08  | –     |
| Centro Cristiano Democratico    | Luigi Messina              | Luigi Messina       | Luigi Messina       | 1 029   | 6,74    | 336                                 | 2,37   | –     |       |
|                                 | Cirino Cillepi             | Cirino Cillepi      | Cirino Cillepi      | 1 112   | 7,28    | Lista civica di sinistra (A)        | 937    | 6,60  | 1     |
|                                 | Salvatore Oddo             | Salvatore Oddo      | Salvatore Oddo      | 566     | 3,71    | Lista Autonomista                   | 474    | 3,34  | –     |
|                                 | Concetta Diolosà           | Concetta Diolosà    | Concetta Diolosà    | 165     | 1,08    | Lista Civica                        | 199    | 1,40  | –     |
| Totale                          | Totale                     | 12 440              | 100                 | 15 265  | 100     |                                     | 14 192 | 100   | 20    |
|                                 |                            |                     |                     |         |         |                                     |        |       |       |
| Fonte: Ministero dell'interno   |                            |                     |                     |         |         |                                     |        |       |       |

### Melilli
Template:Elezioni
Template:Elezione amministrativa
Template:-

### Noto
Template:Elezioni
Template:Elezione amministrativaTemplate:-

### Pachino
Template:Elezioni
Template:Elezione amministrativa
Template:-

### Priolo Gargallo
Template:Elezioni
Template:Elezione amministrativa
Template:-

## Provincia regionale di Trapani

### Alcamo
Template:Elezioni
Template:Elezione amministrativa
Template:-

### Castellammare del Golfo
Template:Elezioni
Template:Elezione amministrativa
Template:-

### Castelvetrano
Template:Elezioni
Template:Elezione amministrativa
Template:-

### Marsala
Template:Elezioni
Template:Elezione amministrativa
Template:-
Template:Elezioni comunali in Italia
Template:Portale